# エルクハート (インディアナ州)
エルクハート（エルカートとも、Elkhart [ˈɛlkɑrt]）は、アメリカ合衆国インディアナ州北端部に位置する都市。サウスベンドの東約24km、シカゴの東約145km、州都インディアナポリスの北約220kmに位置する。人口は53,923人（2020年国勢調査）。都市圏はエルクハート郡1郡のみで成っており、人口207,047人（2020年国勢調査）を抱える。より広域的には、エルクハートはサウスベンドの広域都市圏に含まれており、その人口は812,199人（2020年国勢調査）を数える。
19世紀後期から20世紀中盤にかけてのエルクハートは楽器製造で知られ、Band Instrument Capital of the World（世界のバンド楽器の都）と呼ばれた。20世紀も後半に入ると楽器製造は衰退したが、代わって発展していったレクリエーショナル・ビークル（RV）製造会社が現在も多く集積しており、RV Capital of the World（世界のRVの都）と呼ばれている。市にはRV、およびそこから分化したマニュファクチャード・ハウジング（MH）の製造業に貢献した者を讃えるRV/MH殿堂もある。また、エルクハートは、カンザス州ニュートンと共に、アメリカ合衆国内では最大のメノナイト系教会である、メノナイト教会USAの本部が置かれている地でもある。
なお、エルクハート市はエルクハート郡と同名であり、かつ同郡で最多の人口を抱える自治体であるが、郡庁所在地ではない。エルクハート郡の郡庁は、南東へ約16km離れた、郡中央部のゴーシェンに置かれている。

## 地名の由来
エルクハートという市名・郡名の由来については諸説あるが、最も有力な説の1つは、ショーニー族の酋長エルクハートに由来する、というものである。エルクハート酋長は有名なテカムセ酋長の従兄弟にあたり、また、本市とサウスベンドとの中間に位置するミシャワカ市の由来となったミシャワカ「王女」の父である。一方、セントジョセフ川とエルクハート川との合流点近くに形成されている中洲の形がエルクの心臓に似ていたから、という説もある。

## 歴史

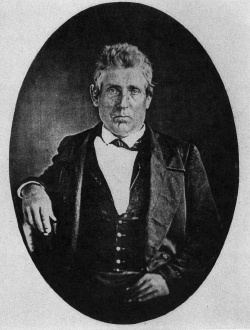
ハビラ・ベアードリー

1787年に北西部領土が創設された時、今日のエルクハート市があるこの地には、オタワ族、チペワ族、ポタワトミ族等のネイティブ・アメリカンが住み着いていた。やがて、17世紀にイギリスから移入してきた清教徒たちの子孫が、人口過密になってきたニューイングランドからこの地に移入し、エルクハート郡を創設した。
1829年、セントジョセフ川の北岸に、郵便局と水車小屋、何軒かの人家から成るプラスキの村が創設された。一方、オハイオ州から西進してこの地に移入した医師、ハビラ・ベアードリーは、フランス人入植者とポタワトミ族酋長との混血であるピエール・モランから、この地に町を創るべく、1821年8月9日に1mi2（2.6km2）の土地を購入していた。やがて、プラスキの村に対抗するかのように、1832年4月30日、48区画から成るエルクハートの町が創設された。1839年、プラスキ郵便局は正式にエルクハートという名に改められた。1851年にミシガン・サザン・アンド・ノーザン・インディアナ鉄道が開通すると、エルクハートの人口は大きく増加した。1867年には、エルクハート水力会社（Elkhart Hydraulic Company）がセントジョセフ川に最初のダムを建設し、その3年後の1870年にはこのダムで水力発電が開始された。

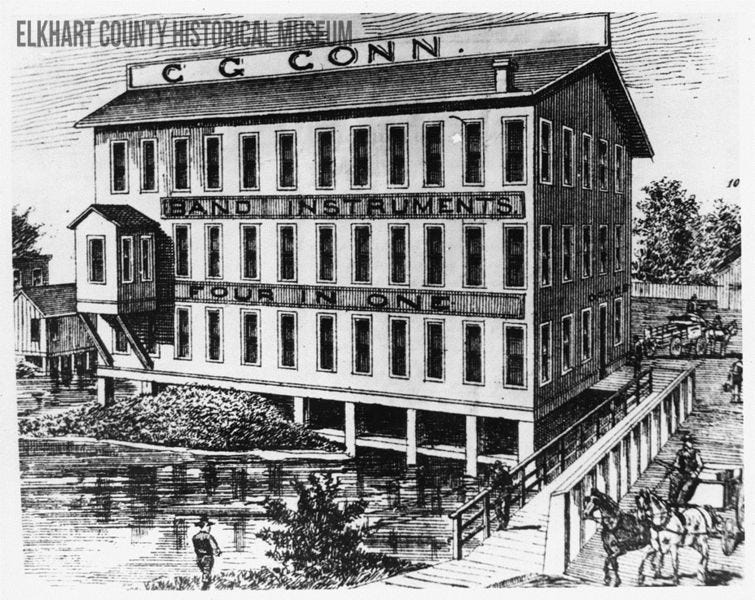
C・G・コン・バンド楽器社の工場（1877年）

19世紀後期に入ると、エルクハートでは楽器製造が発展し、やがて「世界のバンド楽器の都」と呼ばれるようになった。エルクハートにおける楽器製造は、もともとは南北戦争で北軍について戦った退役軍人（最終階級は大佐）で、コルネット奏者でもあったチャールズ・ジェラルド・コンが始めたものであった。コンは、南北戦争から復員し、エルクハートに帰還した直後、自らのコルネットを演奏中に唇を怪我したことをきっかけに、ゴム製のマウスピースを開発し、1875年にその特許を取得した。やがてコンは、マウスピースのみならず、改良を加えたコルネットも、自らの工場で生産し始めた。19世紀も終わる頃には、楽器製造業はエルクハートに深く根付き、ヨーロッパの楽器メーカーとも渡り合った。第一次世界大戦中には、軍楽隊の需要で、エルクハートの楽器製造業が大きく成長した。第一次世界大戦後、1920年代に入ると、ジャズ文化が花開き、特にサクソフォーンの需要が高まった。しかし、20世紀も中盤を過ぎると、エルクハートの楽器製造業は衰退していき、代わってレクリエーショナル・ビークル（RV）製造業が発展していった（後述）。

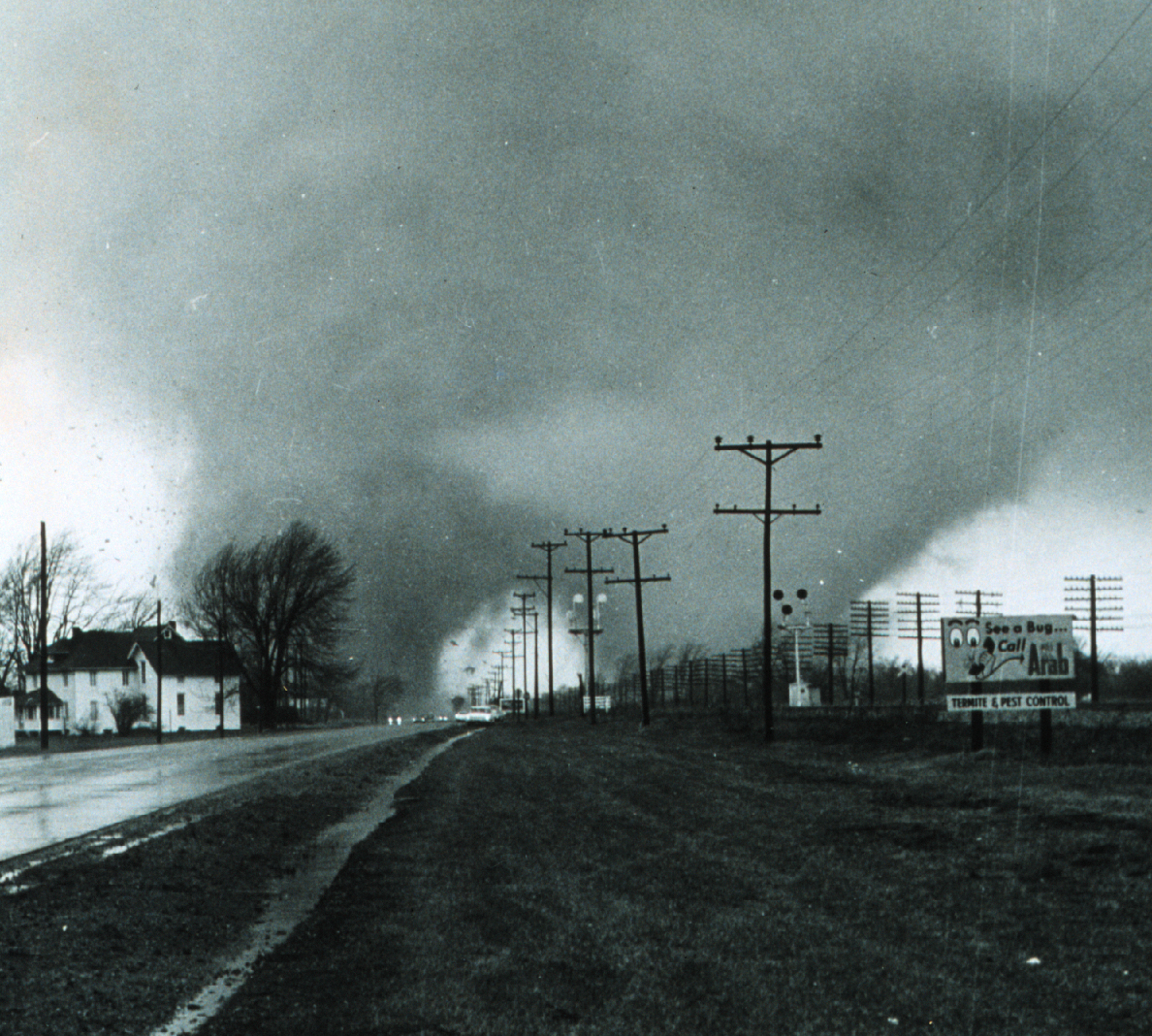
1965年にエルクハートの南を襲った「双子の竜巻」

1965年4月11日、エルクハート・ゴーシェン都市圏は、後に「1965年パーム・サンデーの竜巻」と呼ばれることになる、中西部各地で大量に発生した竜巻群の中でも最大級の被害をもたらした、「双子の竜巻」の直撃を受けた。藤田スケールF4のこの「双子の竜巻」はエルクハートの南を通り、ゴーシェンとの間を通過し、両市間のダンラップCDPやミッドウェイ・トレーラー・パーク（モービル・ホーム等を設置する土地）を直撃し、壊滅させた。この竜巻群による死者は全体で266人にのぼったが、インディアナ州だけでその約半数の137人、エルクハート郡だけで州の約半数の62人を数えた。

## 地理

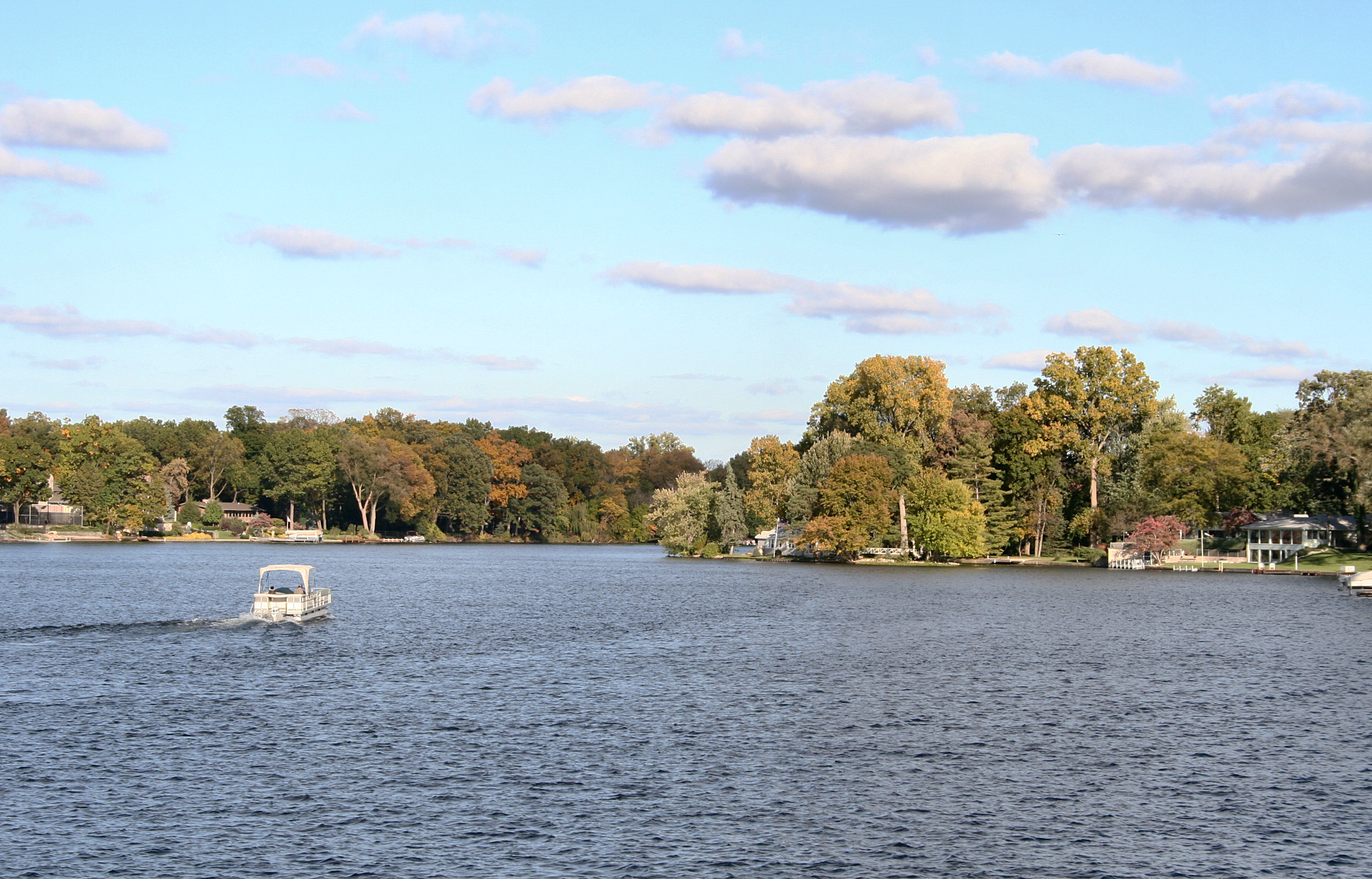
エルクハート市内を川幅を広げながら西に流れるセントジョセフ川

エルクハートは北緯41度40分59秒 西経85度58分8秒 / 北緯41.68306度 西経85.96889度に位置している。市はインディアナ州北部、ミシガン州との州境に接するエルクハート郡北西部にあり、市中心部から州境までは約10km、市北端からは約2kmである。サウスベンドからは東へ約24km、シカゴからは東へ約145km、州都インディアナポリスからは北へ約220kmである。
アメリカ合衆国国勢調査局によると、エルクハート市は総面積73.68km2（28.45mi2）である。そのうち71.18km2（27.48mi2）が陸地で2.50km2（0.96mi2）が水域である。総面積の3.39%が水域となっている。市の標高は228mである。

### 気候
エルクハートの気候は温暖で湿気の多い夏と寒さの厳しい冬に特徴付けられる内陸型である。また、カナダやミネソタ・ウィスコンシン両州からの寒気がミシガン湖で湿気を増すため、その風下側にあたるエルクハートにおいては、冬季に大量の降雪が見られる。最も暖かい7月の平均気温は23℃、最高気温は29℃程度であり、日中32℃を超えることは平年で月に6日程度である。また、最低気温は17℃まで下がり、涼しくなる。最も寒い1月の平均気温は氷点下4℃、最低気温は氷点下8℃まで下がり、最高気温でも0℃を下回り、月のほとんどの日は気温が氷点下に下がる。降水量は夏季の5-8月は多く月間90mm前後、冬季の12-2月は少なく月間50-65mm、その他の月は月間70-85mmである。また、冬季の12-2月には月間30-40cm程度、11月や3月にも月間16-20cm程度の降雪がある。年間降水量は約930mm、年間降雪量は約155cmである。ケッペンの気候区分では、エルクハートは中西部の五大湖周辺に広く分布する冷帯湿潤気候 (Dfa) に属する。
|               | 1月  | 2月  | 3月  | 4月 | 5月  | 6月  | 7月  | 8月  | 9月  | 10月 | 11月 | 12月 | 年    |
| ------------- | ---- | ---- | ---- | --- | ---- | ---- | ---- | ---- | ---- | ---- | ---- | ---- | ----- |
| 平均気温（℃） | -4.2 | -3.2 | 2.6  | 9.1 | 15.2 | 20.6 | 22.9 | 21.9 | 18.1 | 11.7 | 4.6  | -1.9 | 9.8   |
| 降水量（mm）  | 60   | 47   | 70   | 85  | 91   | 93   | 88   | 92   | 86   | 80   | 73   | 67   | 932   |
| 降雪量（cm）  | 41.9 | 30.5 | 20.3 | 4.8 | 0.5  | -    | -    | -    | -    | 3.0  | 16.5 | 37.9 | 155.4 |

### 都市概観と建築物

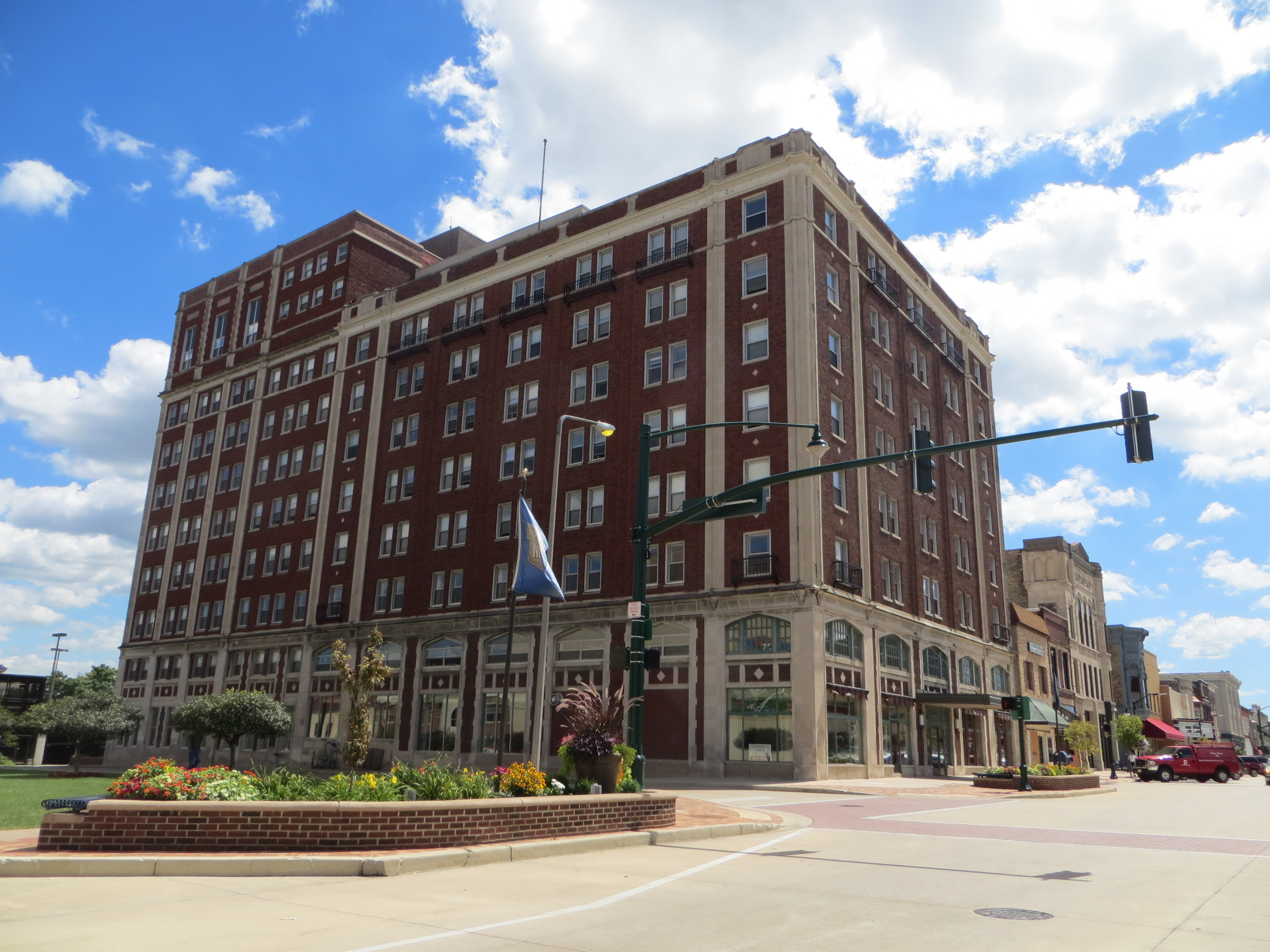
500サウス・メイン・ストリート（ホテル・エルクハート）

エルクハートのダウンタウンはエルクハート川がセントジョセフ川に合流する地点の南に、北北西-南南東方向に細長く形成されている。エルクハートの街路は、市全体では整然と区画されているところが多いものの、ダウンタウン付近ではセントジョセフ川とエルクハート川の蛇行する流路のためにやや入り組んでいる箇所も少なくない。ダウンタウン付近で北北西-南南東に通る通りは、ジャクソン・ブールバードを境に北（Nと）南（S）に分かれている。一方、西南西-東北東に通る通りは、メイン・ストリートを境に西（W）と東（E）に分かれている。メイン・ストリートより西には数字のついた通りがいくつか通っており、メイン・ストリートから離れるほど数字が大きくなる。
その名が示す通りサウス・メイン・ストリート500番地に立地する500サウス・メイン・ストリートは、1923年に完成したボザール様式の建物で、10階建てながらエルクハートのダウンタウンでは最も高い建物である。この建物は完成当初からホテル・エルクハートという高級ホテルとして使われ、「北インディアナ随一のホテル」とも呼ばれてきたが、1970年代中盤にはその役目を一旦は終え、高齢者向けアパートに転用されていた。しかし、この建物を再びホテルとして使用すべく改修され、ヒルトンの「タペストリー・コレクション」ブランドのホテルとして、2021年年夏に再開業した。
この500サウス・メイン・ストリートの他にも、エルクハートのダウンタウンには、メイン・ストリートを中心にグリーン・ブロック、ラーナー・シアター、YWCA等の歴史的建築物が建ち並んでおり、一帯はエルクハート・ダウンタウン商業歴史地区として国家歴史登録財に指定されている。この他、市内にはベアードリー・アベニュー歴史地区、モアハウウ住宅歴史地区、およびステート・ストリート＝ディビジョン・ストリート歴史地区の3ヶ所が歴史地区として国家歴史登録財に指定されている。また、単体で国家歴史登録財に指定されている物件としては、上記のグリーン・ブロック、ラーナー・シアター、YWCAのほか、アルバート・R・ベアードリー邸（ルースミア豪邸）、ハビラ・ベアードリー医師邸、エマニュエル・C・ビッケル邸、ブリッジ・ストリート橋、チャールズ・ジェラルド・コン邸、ウィリアム・アンド・ヘレン・コアーティング邸、マーク・L・アンド・ハリエット・E・モンティース邸、およびジョセフ・アンド・サラ・ピューターボー農場が挙げられる。

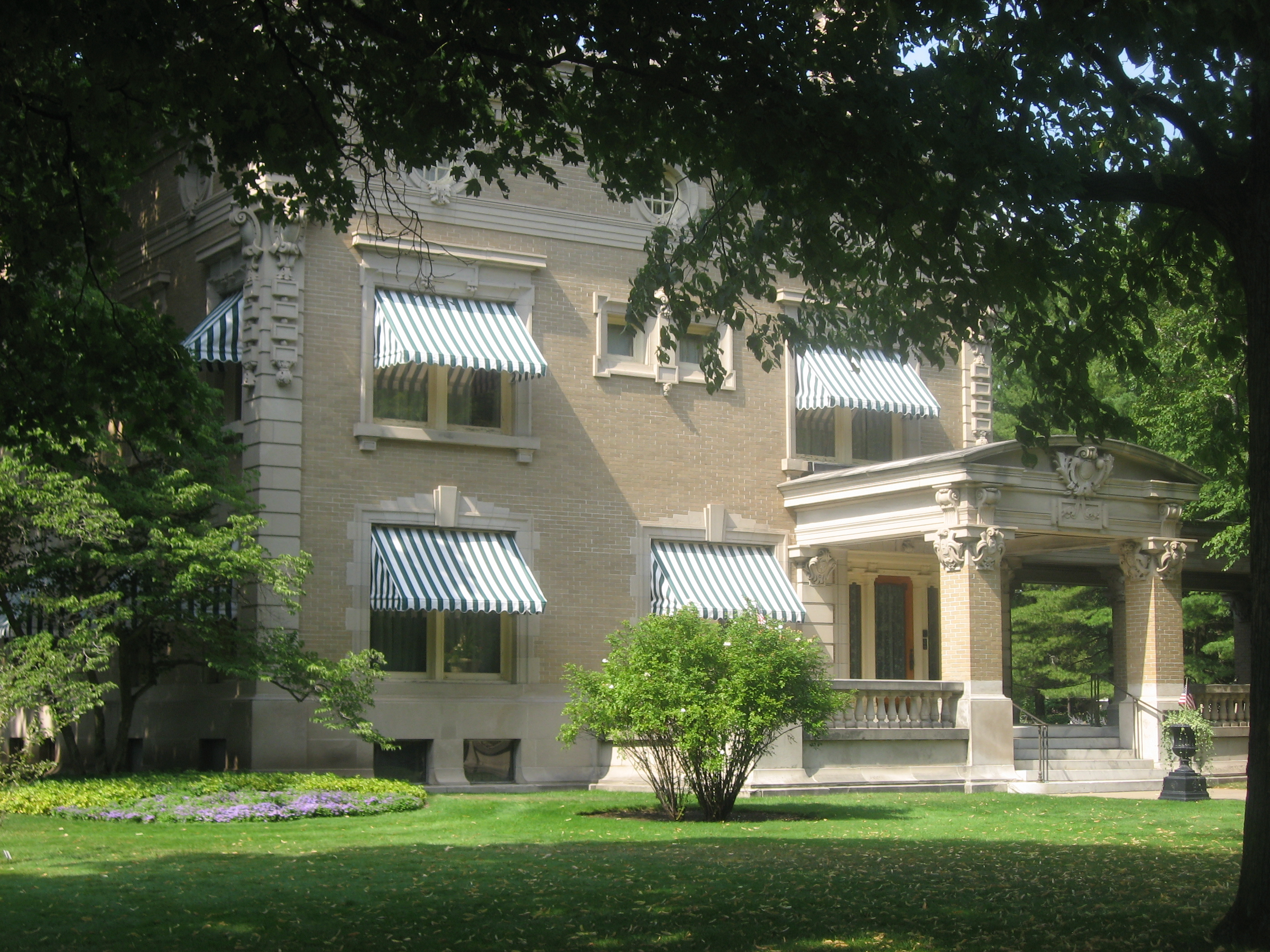
アルバート・R・ベアードリー邸
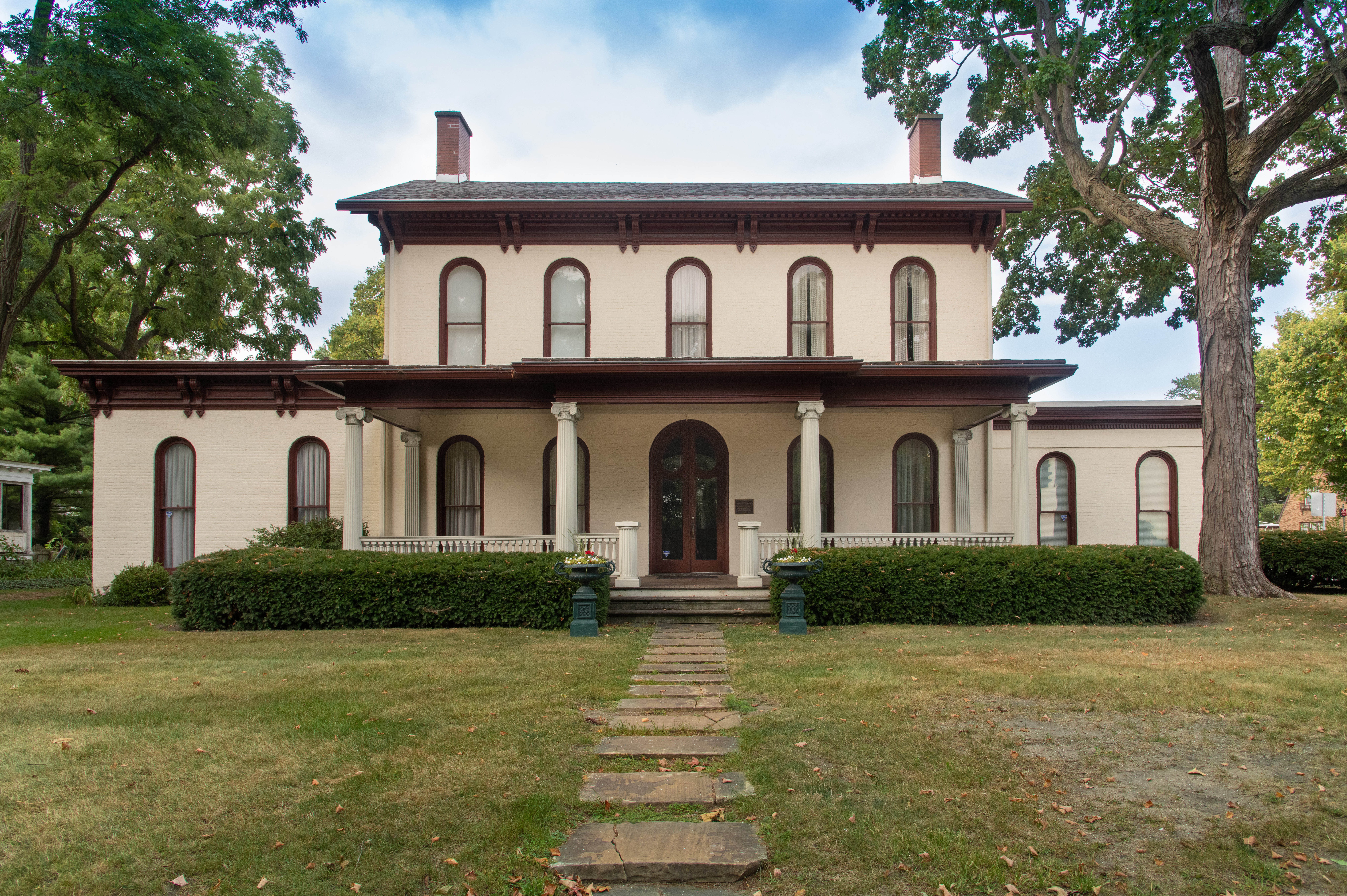
ハビラ・ベアードリー医師邸
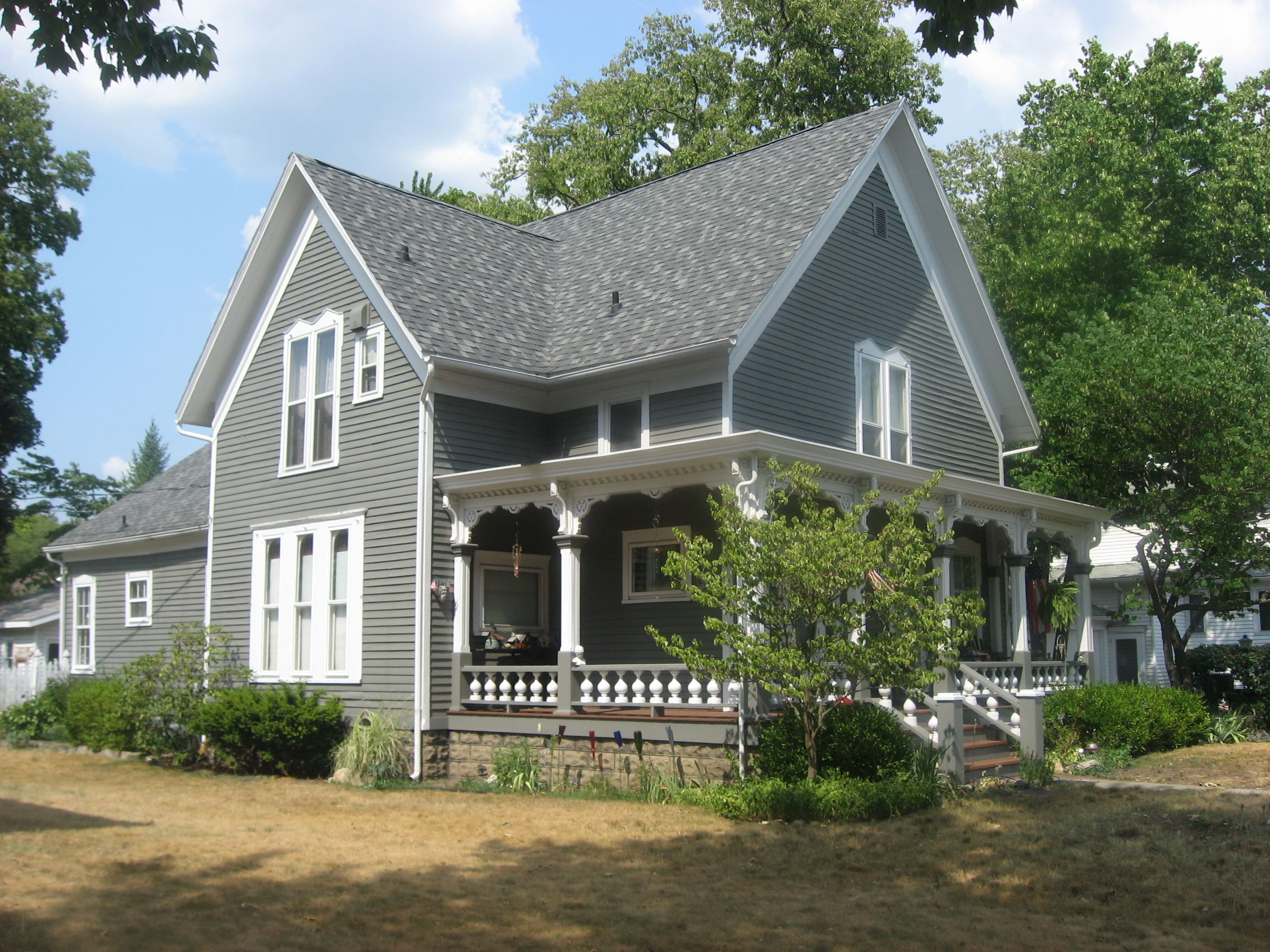
エマニュエル・C・ビッケル邸
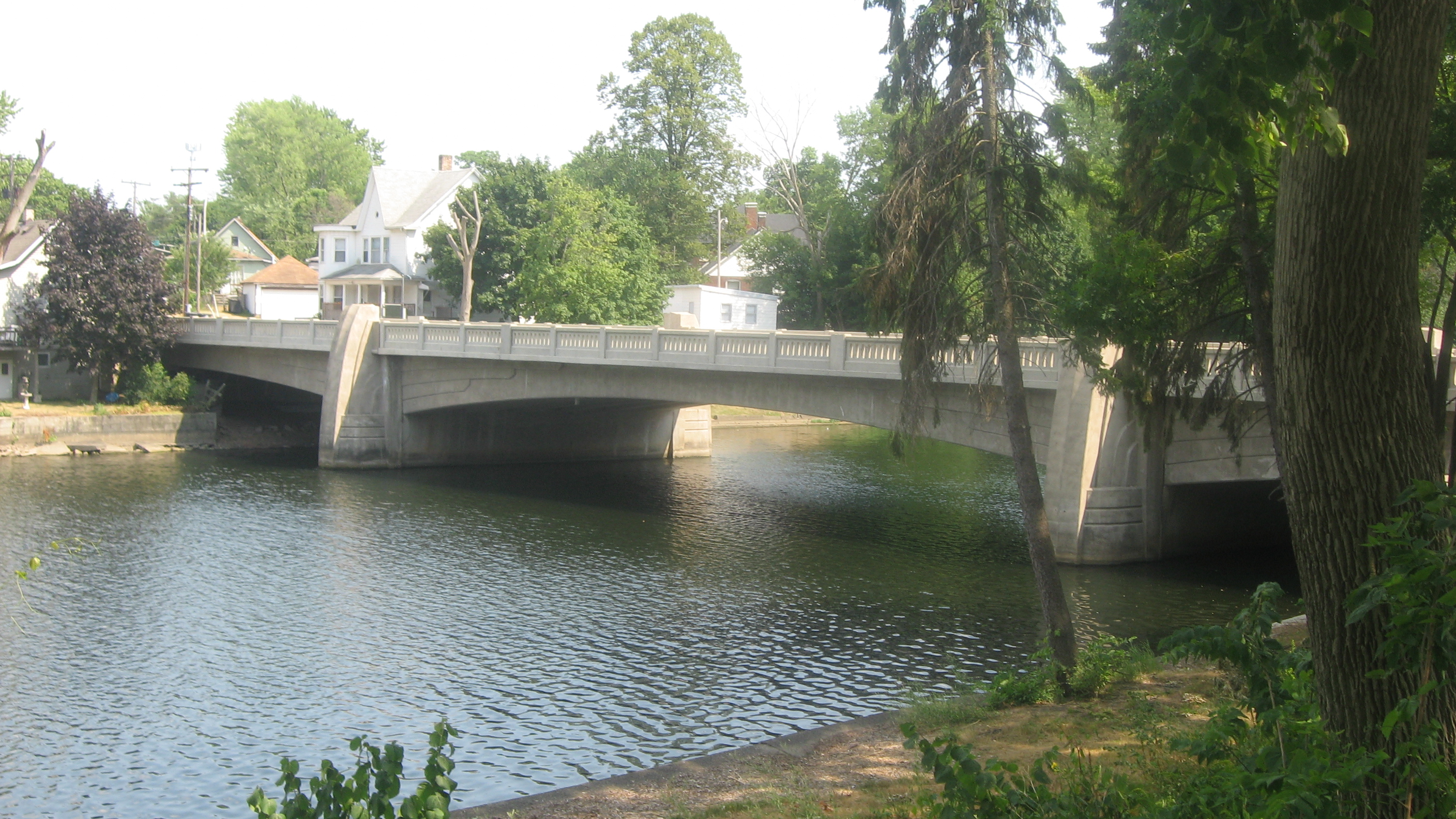
ブリッジ・ストリート橋
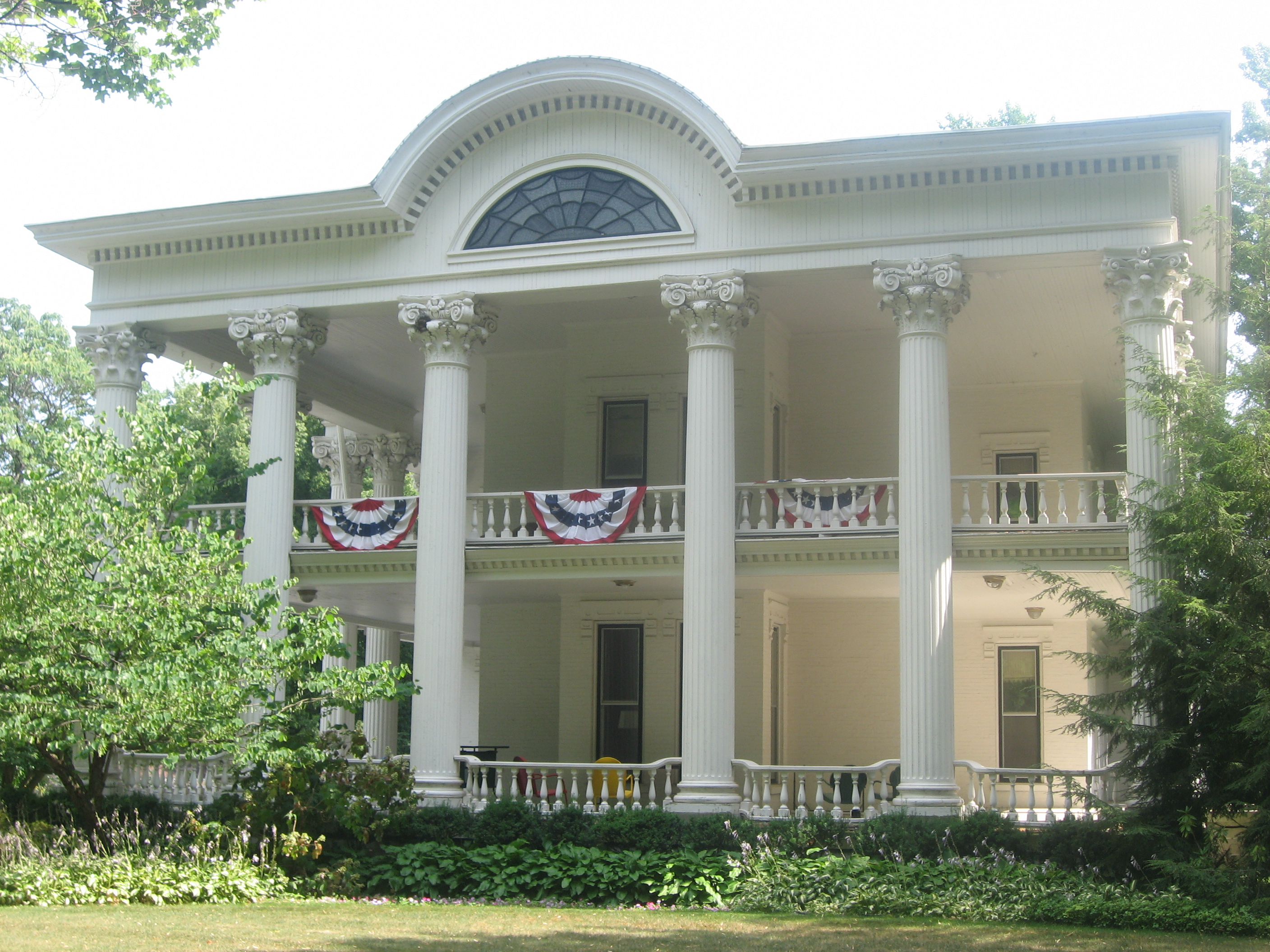
チャールズ・ジェラルド・コン邸
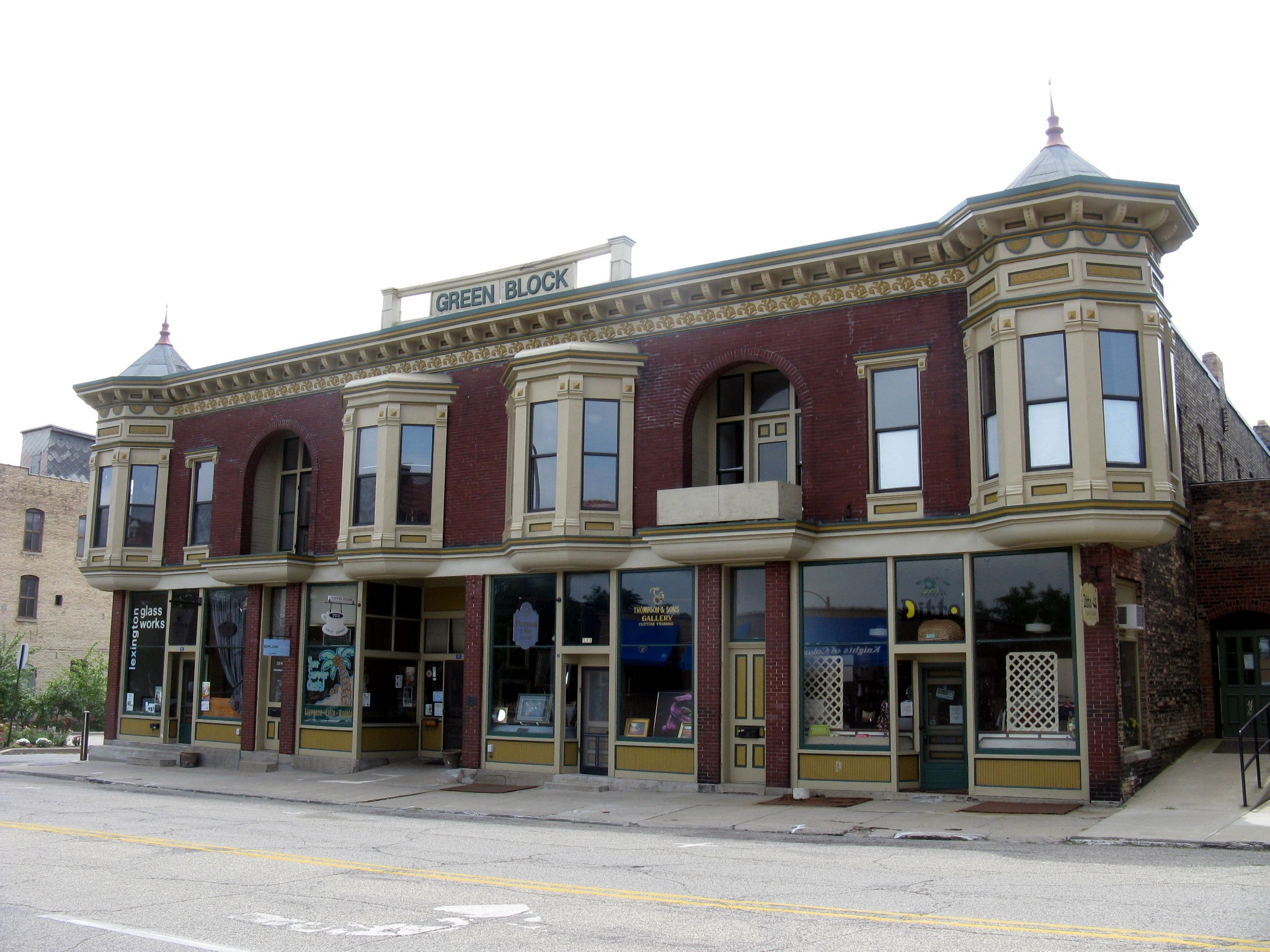
グリーン・ブロック
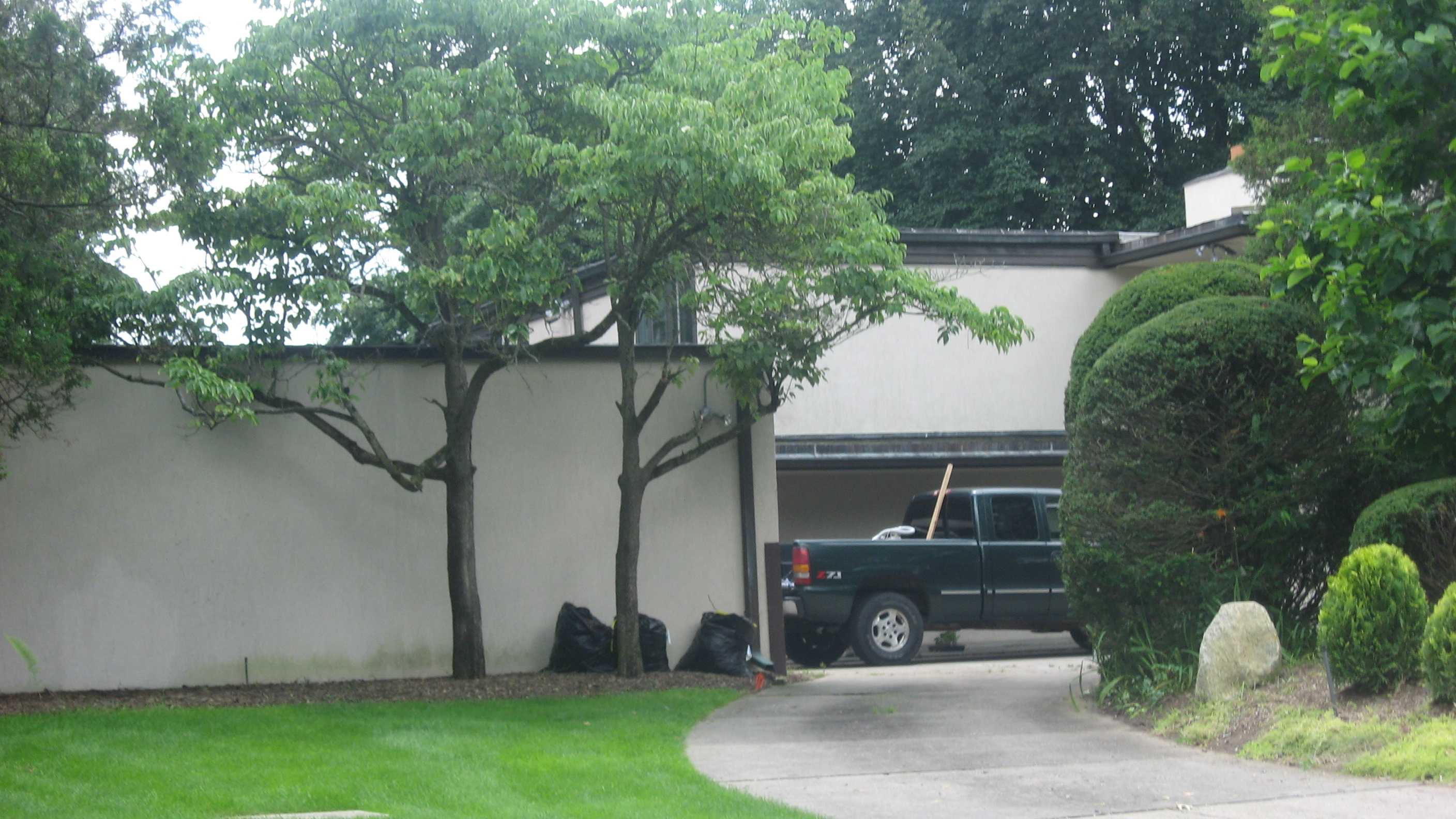
ウィリアム・アンド・ヘレン・コアーティング邸
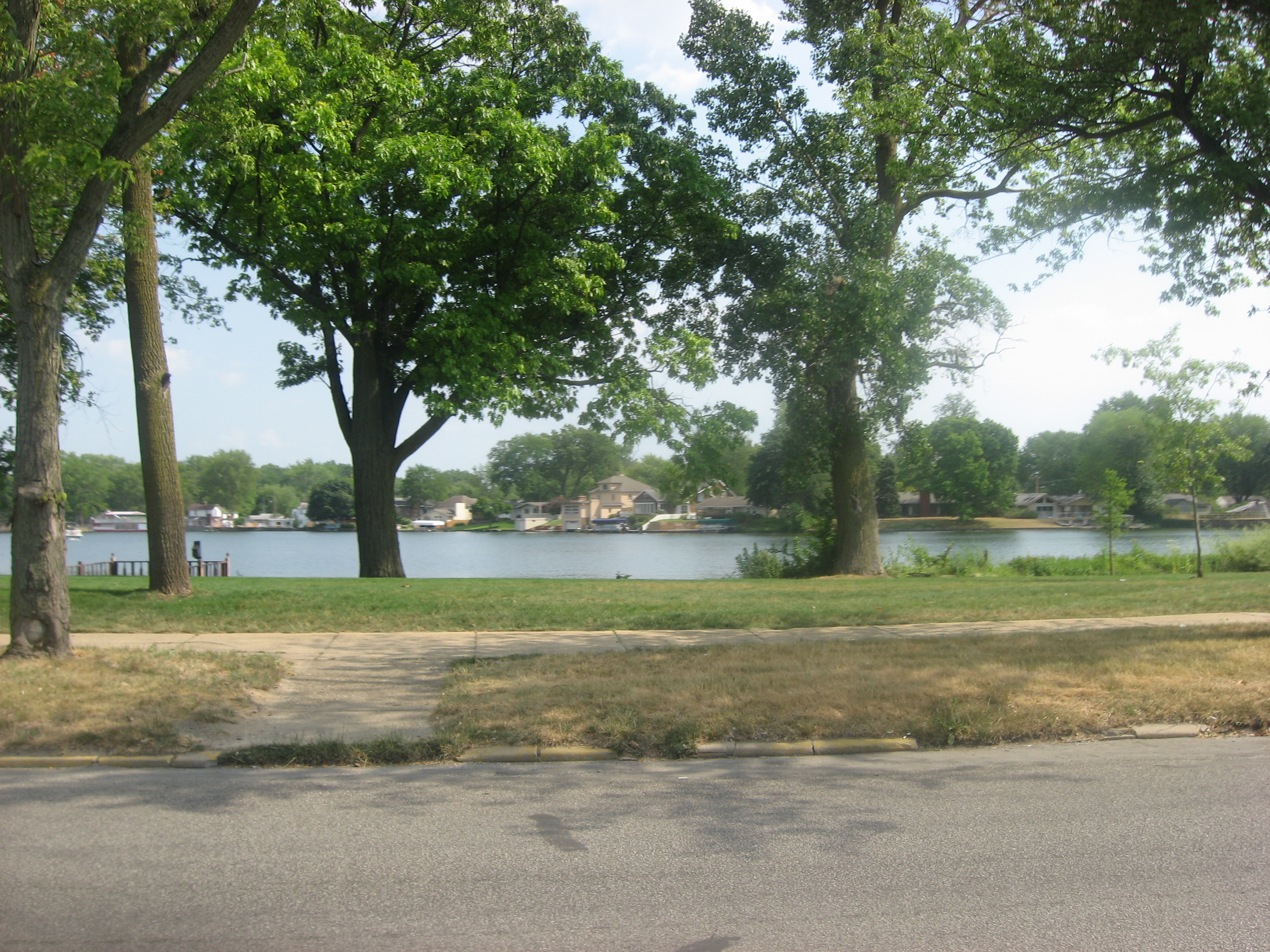
マーク・L・アンド・ハリエット・E・モンティース邸
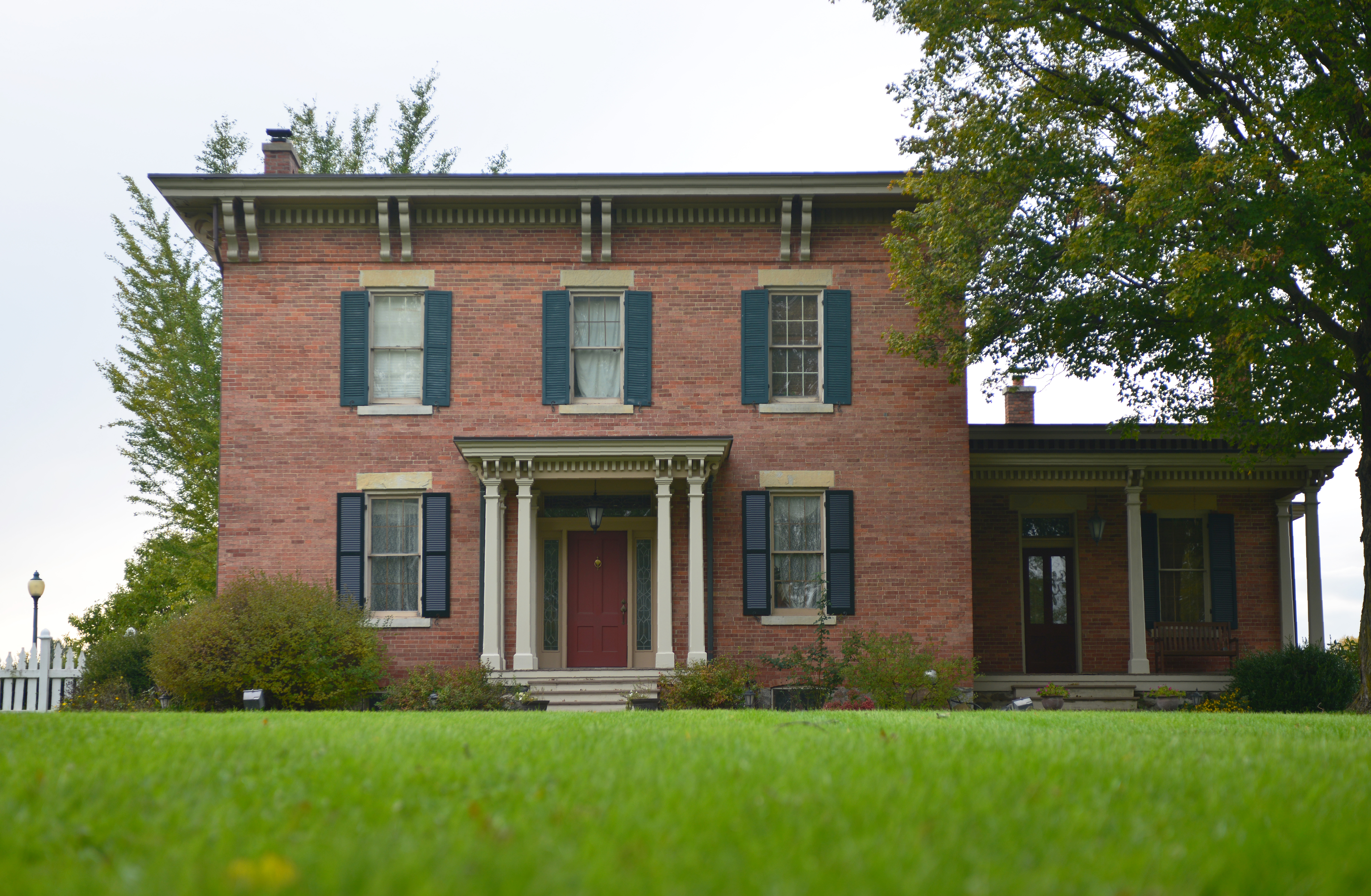
ジョセフ・アンド・サラ・ピューターボー農場
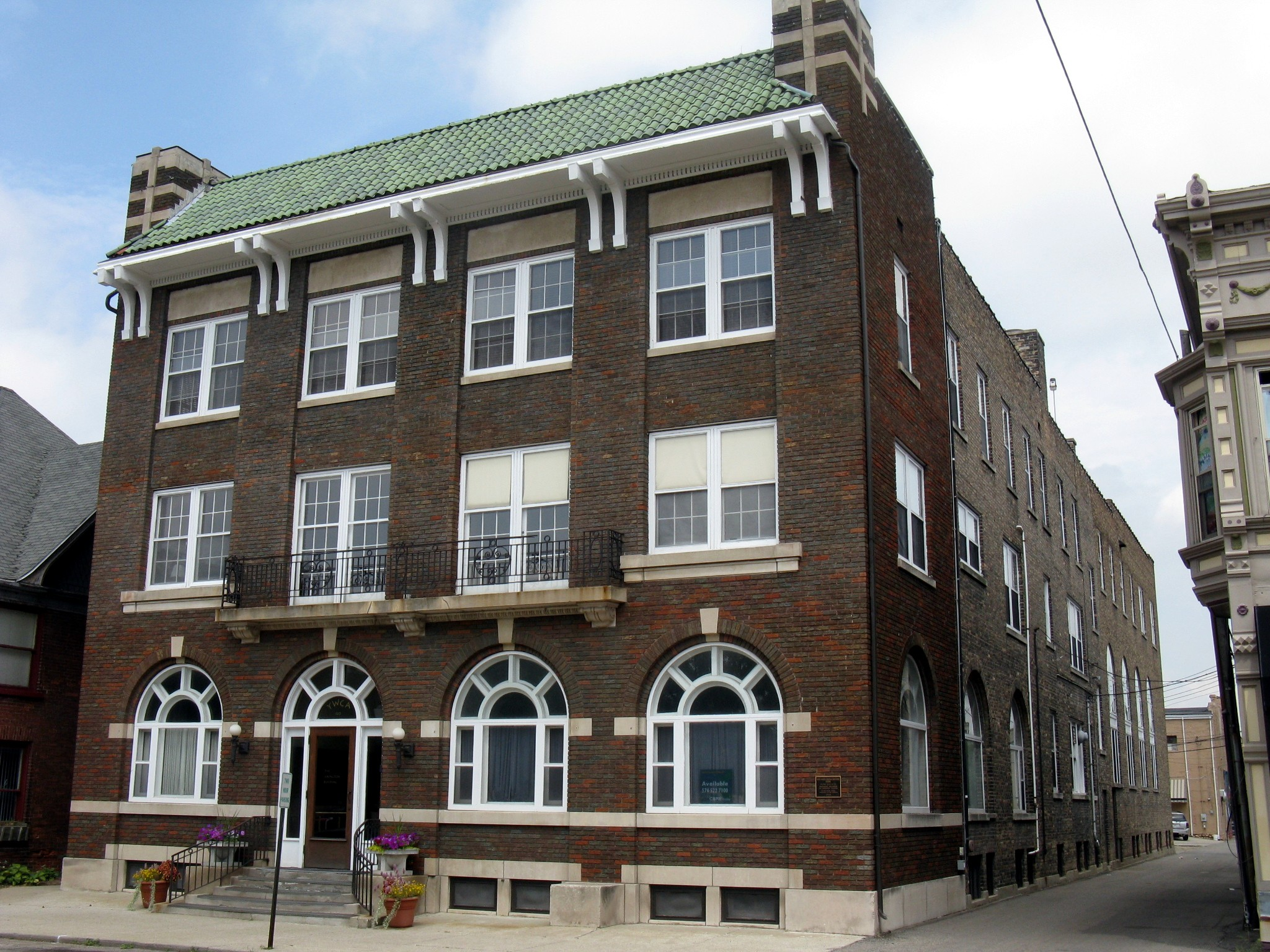
YWCA
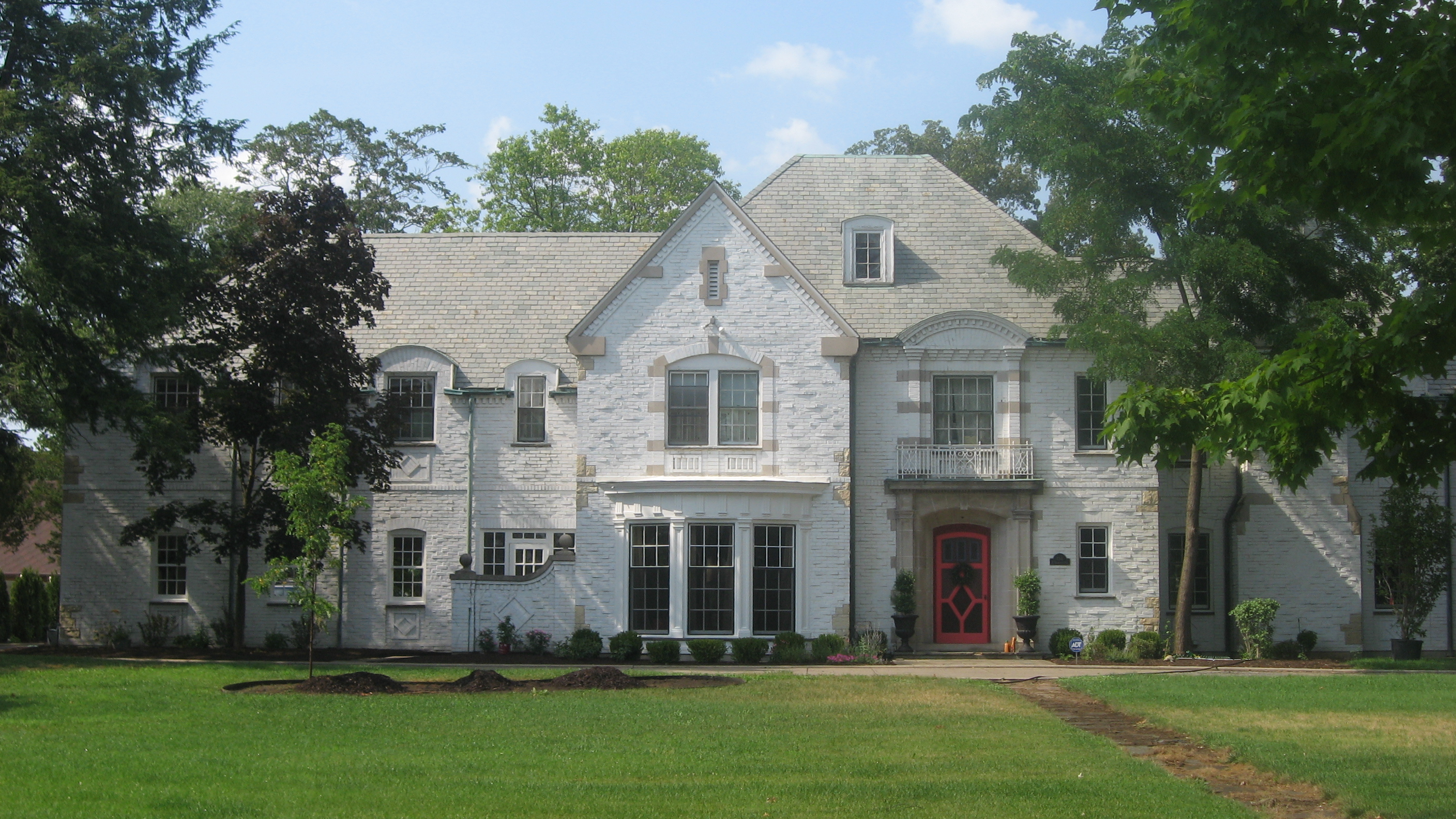
ベアードリー・アベニュー歴史地区
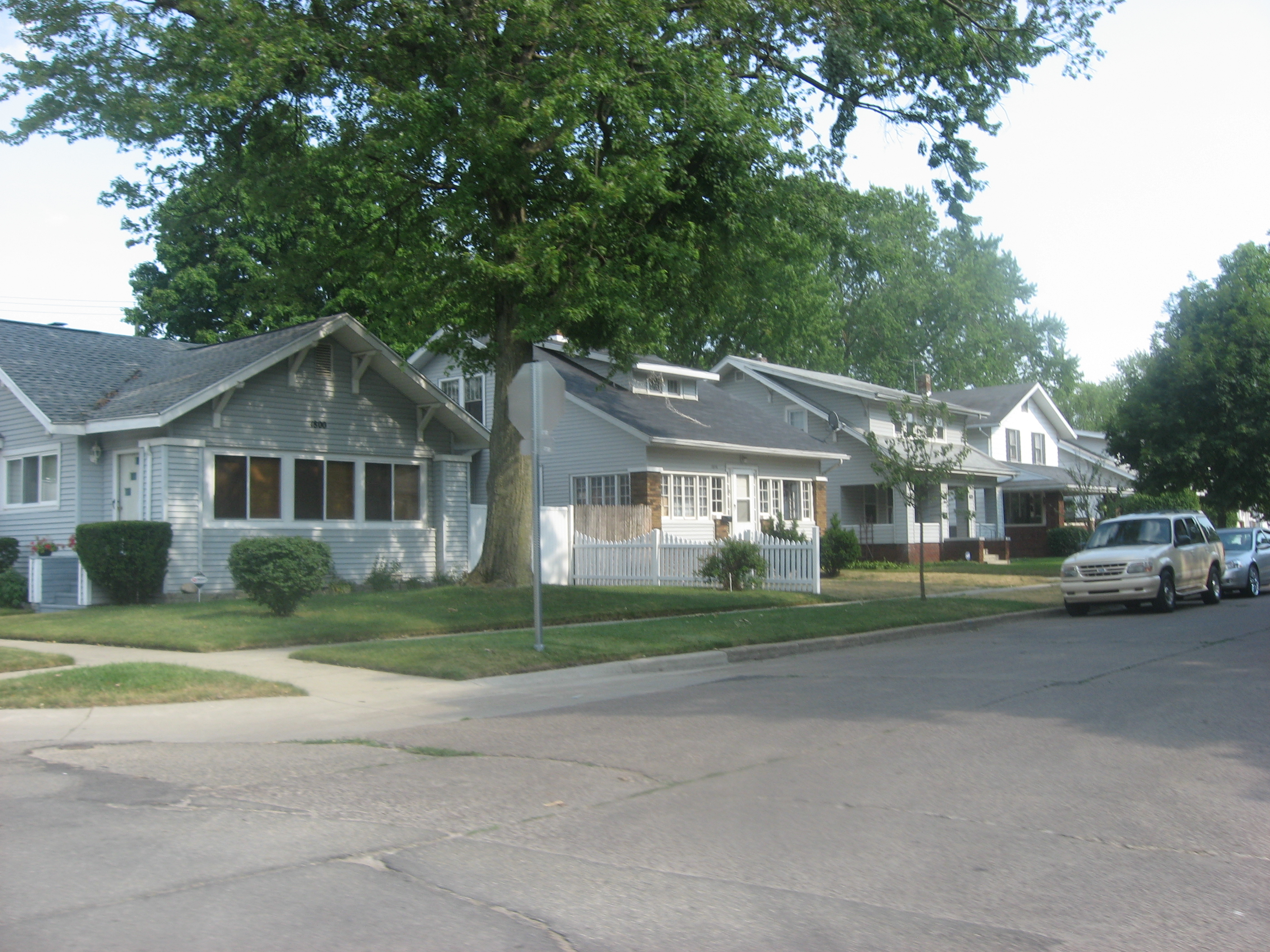
モアハウス住宅歴史地区
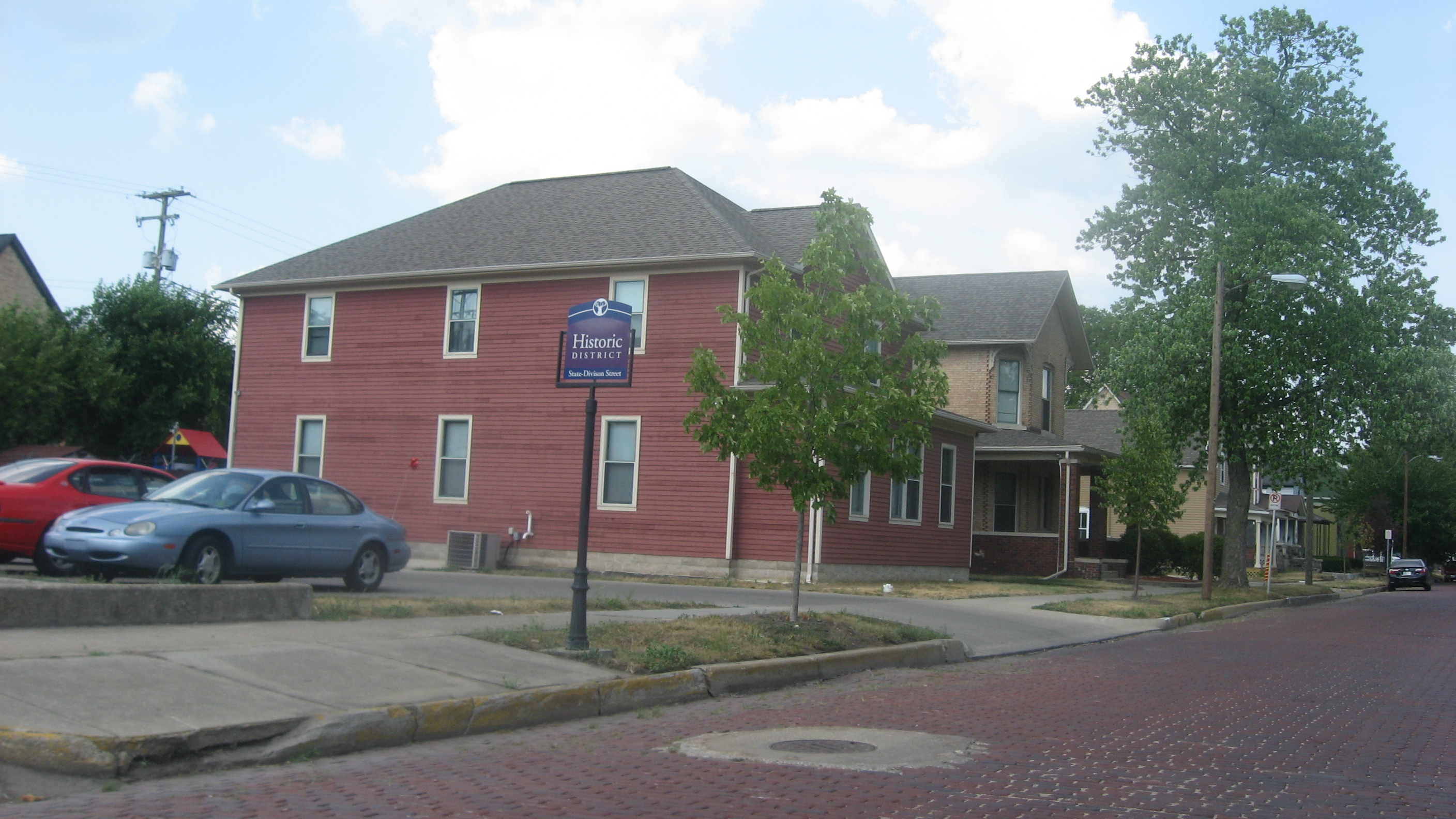
ステート・ストリート＝ディビジョン・ストリート歴史地区

## 政治
エルクハートは市長制を採っている。市長は市の行政の長であり、市政府各局の指揮・監督に権限を有し、また責任を負う。市政府各局の長は市長が任命する。市長は選挙において全市から選出される。2019年に行われた市長選挙では、全市区の市議員を4期務めた民主党のロッド・ロバートソンが共和党の元市長デイビッド・ミラーを破り、市史上初のアフリカ系アメリカ人市長となった。ミラーは2000-07年まで2期市長を務め、2007年には3選を狙っての出馬はしなかったが、2019年の市長選には共和党からの要請に応じて出馬した形であった。その後、2021年5月、ミラーは新型コロナウイルス感染症のため、62歳で死去した。
市の立法機関である市議会は9人の議員から成っている。9人の市議員のうち、6人は市を6つに分けた小選挙区から1人ずつ選出され、残りの3人は全市から投票される。市議会議長および副議長は市議員の中から選出される。市議員の任期は4年で、多選には特に制限は無いが、市議員への立候補に際しては、18歳以上のアメリカ合衆国市民であり、かつ、市議員選の直前1年は市内に在住していること、かつ、小選挙区の候補に対しては、選挙の直前6ヶ月は当該選挙区内に在住していることが条件となっている。選出後も、任期中に市内（小選挙区選出の議員は当該選挙区内）在住でなくなった場合は、即座に市議員資格を失い、当該議席は「空席」となる。

## 経済

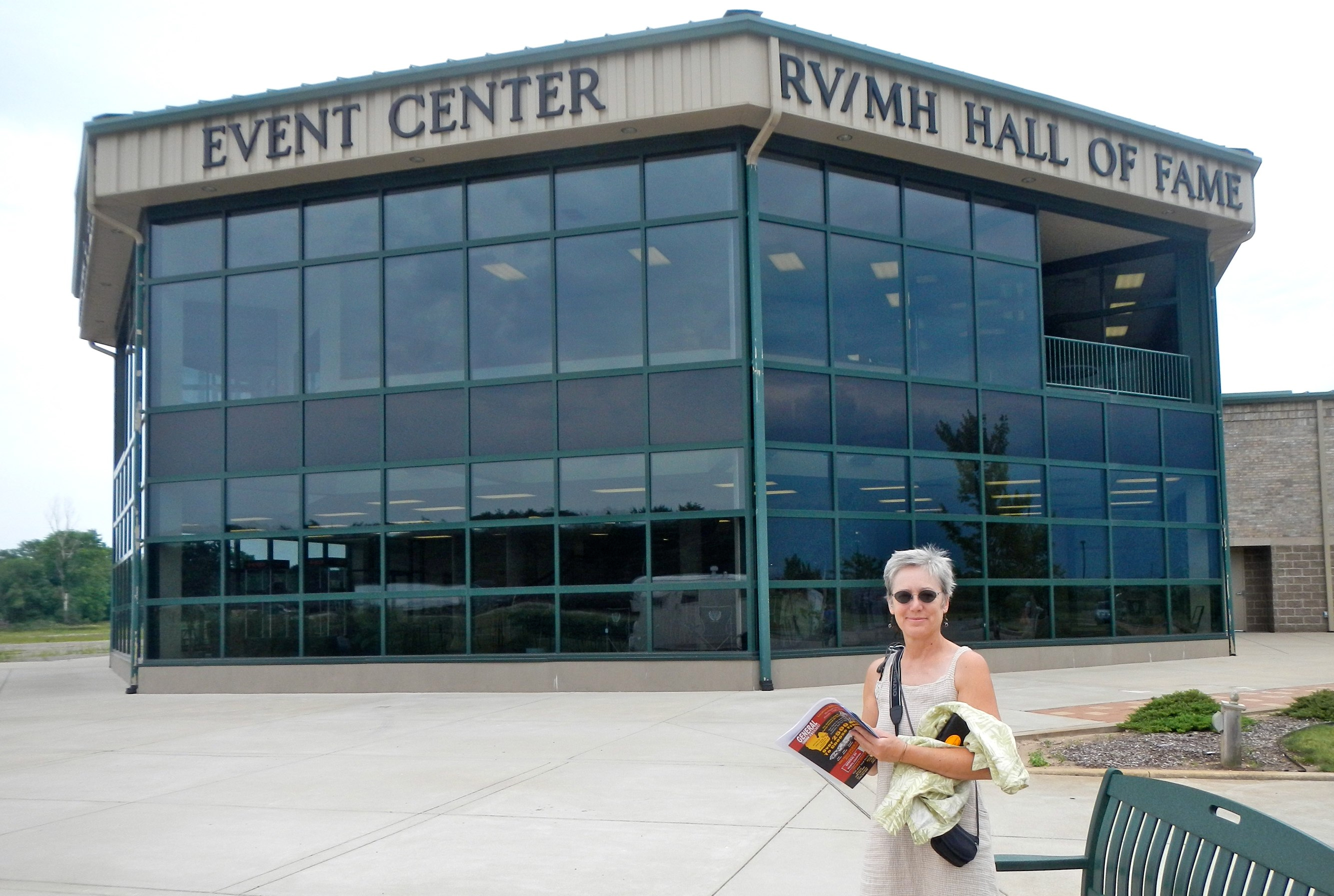
RV/MH殿堂

前述の通り19世紀後期から20世紀前半にかけてエルクハートの地域経済を支え、エルクハートを「世界のバンド楽器の都」と呼ばせしめてきた楽器製造業も、20世紀後半には衰退していき、全盛期には60社あった楽器製造会社も、2010年にはわずか3社となった。これに代わって20世紀中盤以降にエルクハートの地域経済を支える存在になってきたのがレクリエーショナル・ビークル（RV）製造であった。その淵源は1930年代中盤にマイロ・ミラー、ウィルバー・シュルト、およびハロルド・プラットの3人が興したトレーラー製造業にある。1948年には、エルクハート郡とその周辺には約100社のトレーラー製造会社が集積し、エルクハートはTrailer Capital of the World（世界のトレーラーの都）と呼ばれた。第二次世界大戦後、復員兵用の住宅需要の急増で、移動住居としても使えるRVの需要が高まり、やがてRVは寝泊まり可能な自動車としてのRVと、定住も可能なモービル・ホーム等のマニュファクチャード・ハウジング（MH）に分化していった。地の利と自動車に熟練した人材の両方に恵まれたこともあり、エルクハートとその周辺は世界のRVの8割を生産する、名実ともに「世界のRVの都」に成長した。2021年現在、エルクハート郡における最大雇用主の上位5社はトール・インダストリーズ、フォレスト・リバー、リパート・コンポーネンツ、パトリック・インダストリーズ、ウィネベーゴと、全てRV製造、もしくは部品等の関連会社である。また、市の北東、郡道17号線に設けられたインディアナ有料道路（州間高速道路I-80/I-90）のインターチェンジの近くには、RV/MH殿堂が立地している。
このほか、エルクハート発祥の著名な企業としては、1884年に創立し、アルカ・セルツァー（Alka-Seltzer）という制酸薬や、フリントストンーズ・チューアブル・ビタミンズ（Flintstones Chewable Vitamins）というマルチビタミンサプリメントを開発・生産したマイルズ・ラボラトリーズ（1978年にバイエルにより買収）や、1904年に楽器製造会社として創業し、その後転業した配管部品・用品メーカーの北インディアナ真鍮（Northern Indiana Brass Company、NIBCO）、1902年に創業した消防・防火用品メーカーのエルクハート真鍮工業（Elkhart Brass Manufacturing Company）が挙げられる。

### 失業率
世界金融危機（所謂リーマン・ショック）の影響が深刻化する中、2009年2月9日、大統領（当時）バラク・オバマはエルクハートを訪問し、コンコード高校で演説を行い、8,000億ドルを超える規模の経済刺激策に対する支持を呼びかけた。同年4月に行われた調査では、全米109都市圏（調査対象372都市圏中）で失業率が10%以上となったが、中でもエルクハート・ゴーシェン都市圏の失業率は18.8%を記録し、インディアナ州内最悪、全米でもワースト4位となった。しかし、その後は劇的に改善し、2015年にはエルクハート郡の失業率は3%台まで低下、2017年にはインディアナ州内92郡で最低となった。2020年4月には新型コロナウイルス感染症流行の影響で31.4%に跳ね上がったが、2021年には再び3%台まで戻った。

## 交通

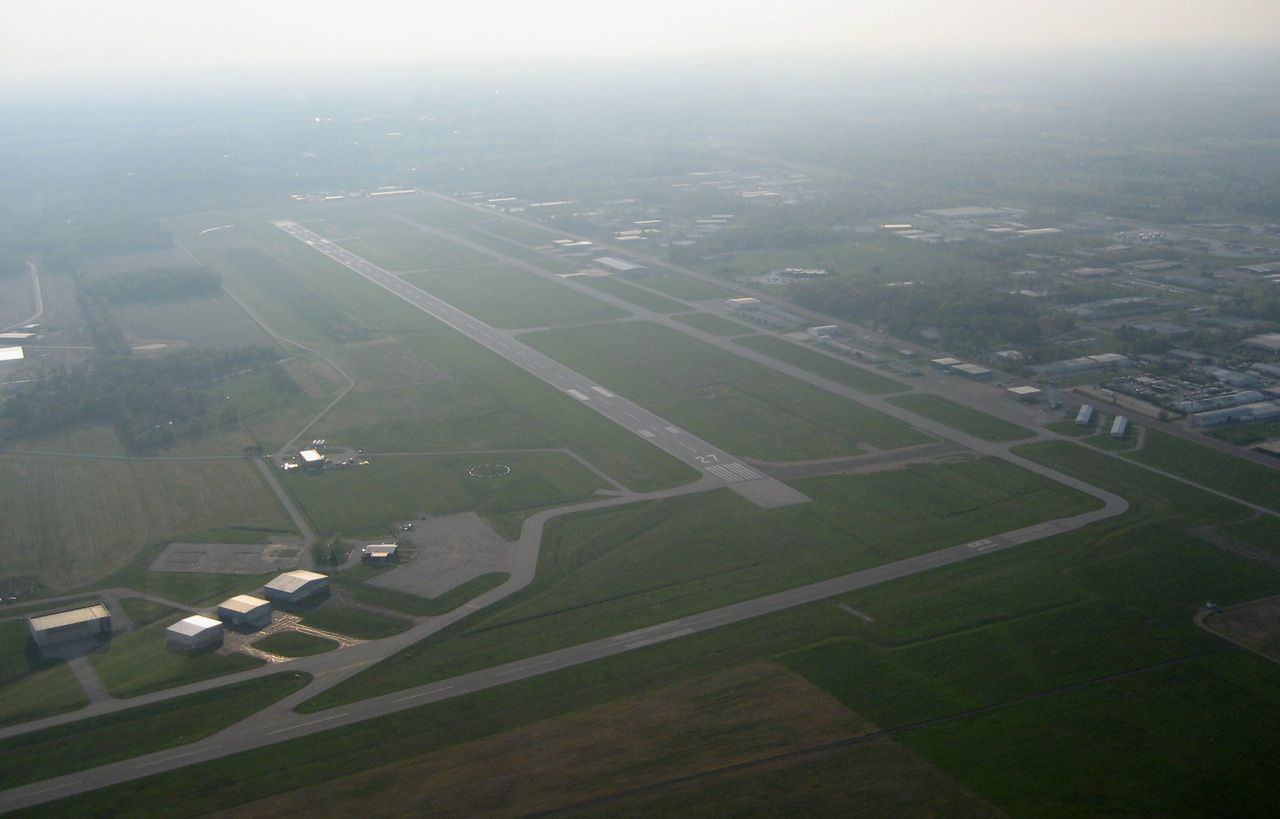
エルクハート市営空港

エルクハートに最も近い商業空港は、サウスベンドのダウンタウンから北西へ約5.5km、エルクハートのダウンタウンからは西へ約30km離れたサウスベンド国際空港（IATA: SBN）である。この空港にはアメリカン航空（ダラス・フォートワース、シャーロット）、デルタ航空（アトランタ、デトロイト、ミネアポリス・セントポール）、ユナイテッド航空（シカゴ・オヘア）の3大航空会社が全て就航しているほか、アレジアント・エアによるラスベガス、フェニックス・メサ、およびフロリダ方面への便が就航している。同空港は2014年に国際化し、名称もサウスベンド地域空港から現称のサウスベンド国際空港に改称した。しかし、2021年現在も、定期運航の国際線は就航していない。エルクハート市域北西端、ダウンタウンから北西へ約5.5kmに立地するエルクハート市営空港（IATA: EKI、FAA LID: EKM）は、1980年代にエア・ウィスコンシンが就航していたのを最後に、定期旅客便の就航は無く、ゼネラル・アビエーションと呼ばれる、自家用機やチャーター機等の発着に専ら使われている空港である。また、より小規模なゼネラル・アビエーション空港としては、ダウンタウンから南西へ約5.5kmに、私営のミシャワカ・パイロッツ・クラブ空港が立地している。
州間高速道路I-80・I-90（共用）は市域北端を東西に通っている。I-90はボストンからシアトルまで、大陸を横断する幹線としては最も北を通っており、インディアナ州内においては、州最北部を東西に通るインディアナ有料道路となっている。I-80はニューヨーク近郊からサンフランシスコまで大陸を横断する幹線で、ゲーリーの東、レイク郡レイクステーション以東のインディアナ州内ではインディアナ有料道路をI-90と共用している。また、国道20号線は、サウスベンド国際空港の北西にあるジャンクションでI-90と合流/分岐し、サウスベンド・ミシャワカ・エルクハート3市の南を通る区間では高速道路規格となっており、環状道路としての役割を成している。

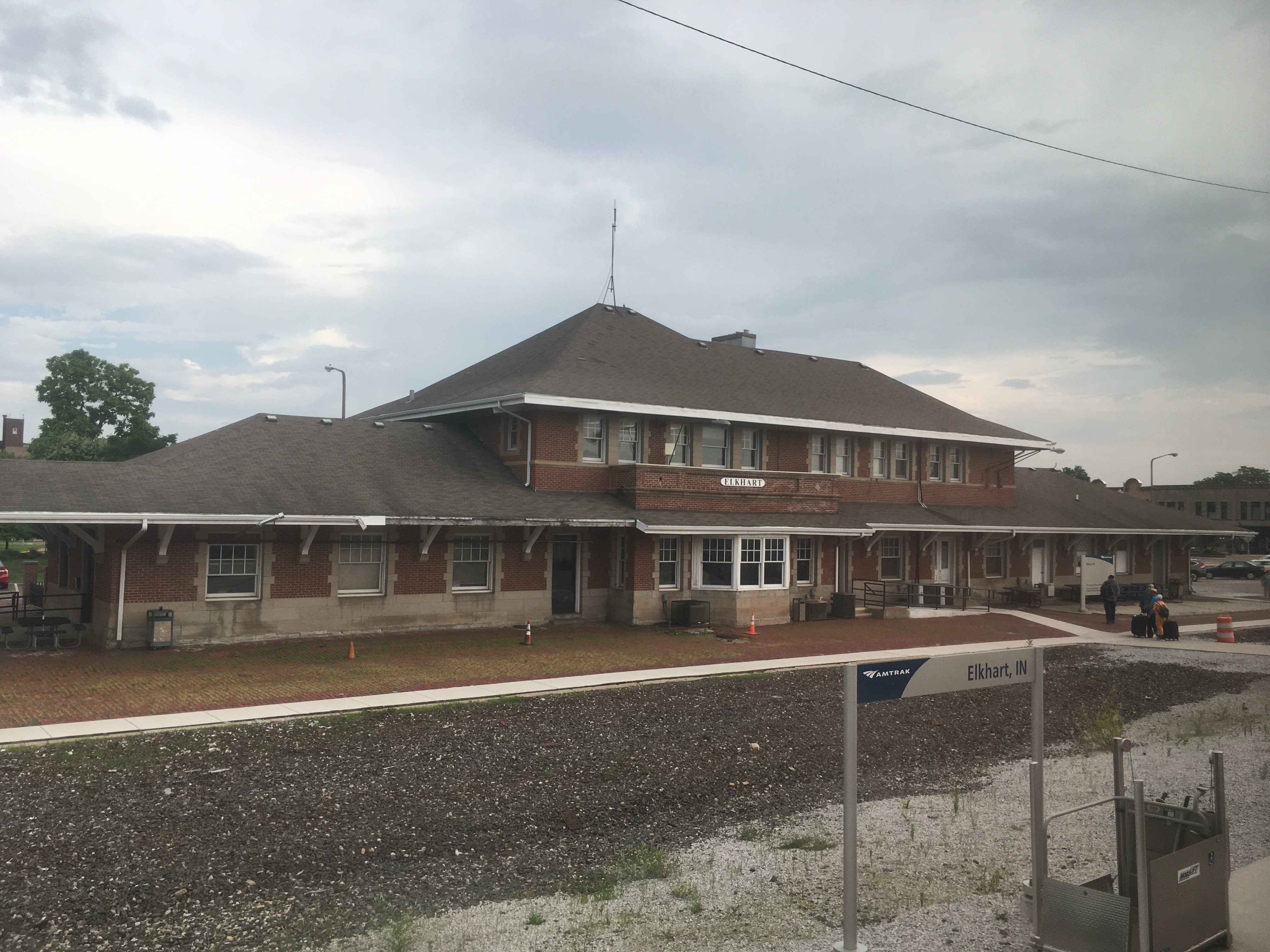
アムトラックのエルクハート駅

アムトラックの駅はダウンタウンにあり、シカゴとニューヨーク・ボストンを結ぶ長距離列車レイクショア・リミテッド号、および、シカゴとワシントンD.C.をクリーブランド・ピッツバーグ経由で結ぶ長距離列車キャピトル・リミテッド号が停車する。
ミシアナ地域政府協議会（Michiana Area Council of Governments）が運営するインターアーバン・トロリーはエルクハートを中心に5路線を有している。そのうち、レッド・ラインはエルクハートのダウンタウンとゴーシェンを結び、またイエロー・ラインはエルクハートのダウンタウンとミシャワカ市中心部にあるミシャワカ・トランスファー・センターを結んでいる。ミシャワカ・トランスファー・センターには、サウスベンド公共交通公社（South Bend Public Transportation Corporation、Transpo）の路線バス5系統が乗り入れており、ここでイエロー・ラインとの乗り継ぎが可能である。なお、「トロリー」という名がついてはいるが、架線から集電する電動のトロリーバスではなく、レトロな塗装を施した車体を用いたバスである。

## 教育

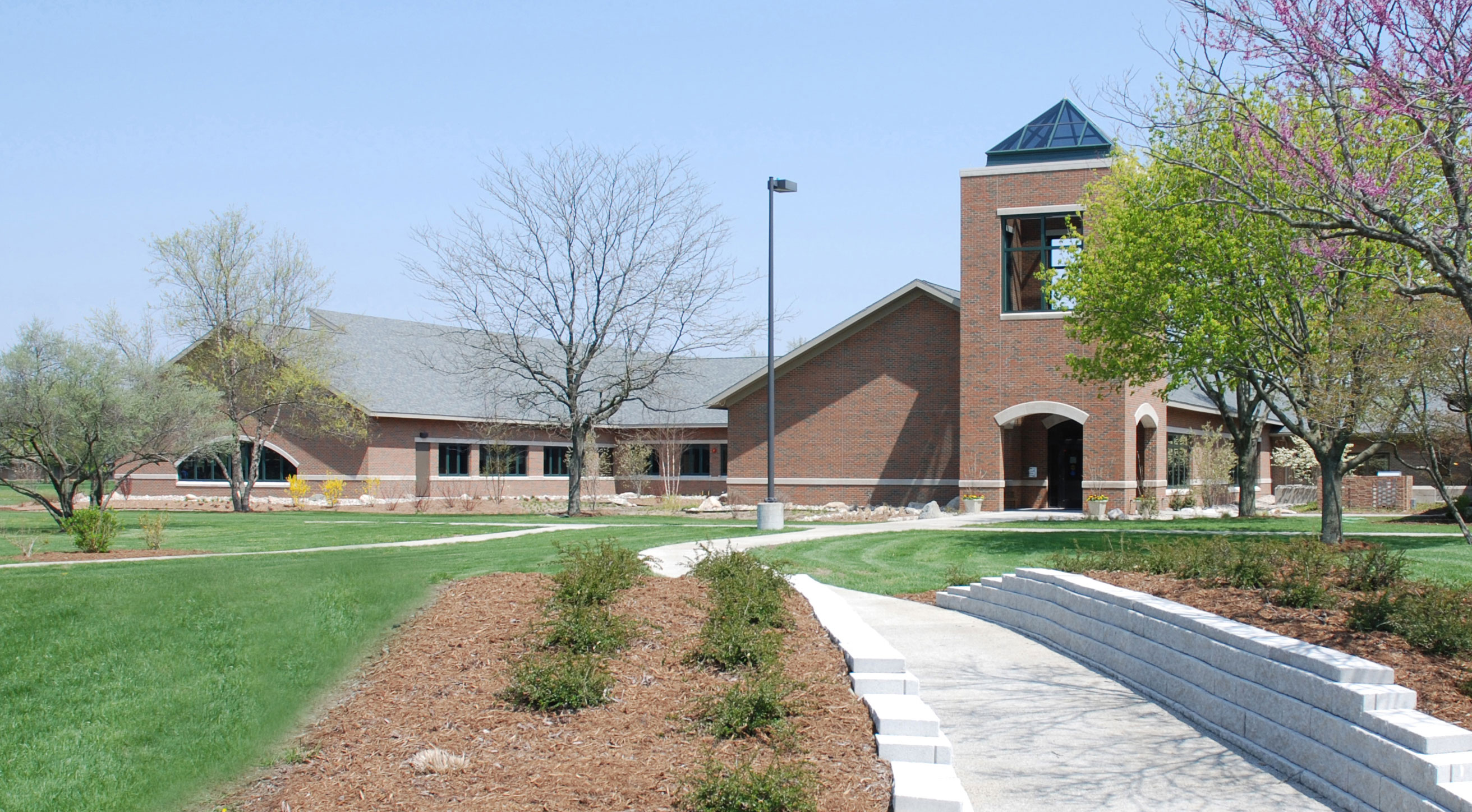
アナバプテスト・メノナイト聖書学校

アナバプテスト・メノナイト聖書学校はダウンタウンから南へ約3km離れた住宅地の中にキャンパスを構えている。同校は1958年創立、神学に特化した大学院レベルのメノナイト（メノナイト教会USA）系高等教育機関で、修士の学位を授与すると共に、大学院レベルの履修証明を発行している。また、メノナイト教会USAの本部、および同教会系の就学前教育から高等教育に至るまでの教育機関を統括するメノナイト教育局（Mennonite Education Agency）も同学キャンパス内の一角に立地している。
エルクハートにおけるK-12課程はエルクハート・コミュニティ学区の管轄下にある公立学校によって主に支えられている。同学区は小学校（幼稚園・1-6年生）14校、中学校（7-8年生）3校、高校（9-12年生）1校（エルクハート高校）を有し、約13,000人の児童・生徒を抱えている。また、市南西部はバウゴー・コミュニティ学区、また市南東部はコンコード・コミュニティ学区と、それぞれ隣接する学区の管轄下となる。前者はジムタウン小学校（幼稚園・1-2年生）、ジムタウン中間学校（3-6年生）、ジムタウン中学校（7-8年生）、ジムタウン高校（9-12年生）を同一敷地内（住所はエルクハート）に有し、約1,900人の児童・生徒を抱えている。後者は小学校4校（幼稚園・1-4年生）4校、中間学校1校（4-6年生）1校（コンコード中間学校）、中学校（7-9年生）1校（コンコード中学校）、高校（9-12年生）1校（コンコード高校）を有し（住所は全てエルクハート）、約5,400人の児童・生徒を抱えている。加えて、カトリックのフォートウェイン・サウスベンド司教区やルーテル教会系などの私立小・中学校もいくつか置かれている。

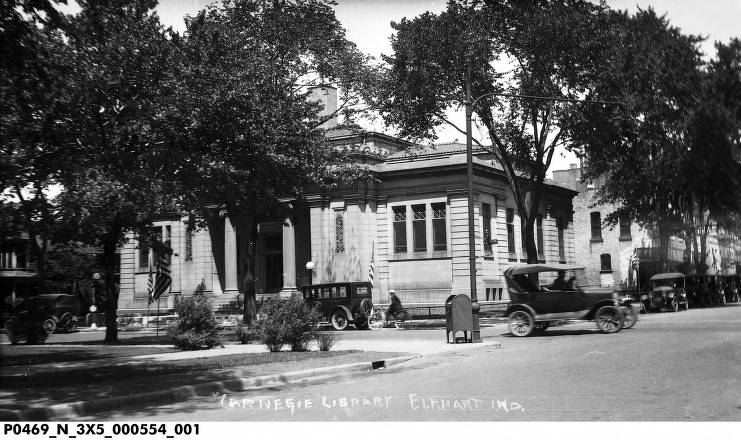
エルクハートのカーネギー図書館（1910年代）

エルクハート公共図書館は1903年に開館した。しかし、このカーネギー図書館は手狭になったため、1963年にダウンタウンの現在地に移転し、その後カーネギー図書館のほうは取り壊された。1975年以降には支館も建てられ、現在はダウンタウンの本館のほか、エルクハート郡内に4つの支館を有している。ダウンタウンの本館前には、エルクハートで育ち（生まれはオハイオ州クリーブランド）、1970年にアフリカ系アメリカ人として史上初めてピューリッツァー賞の戯曲部門を受賞した、チャールズ・ゴードンの記念看板が立てられている。

## 文化

### 美術館と博物館

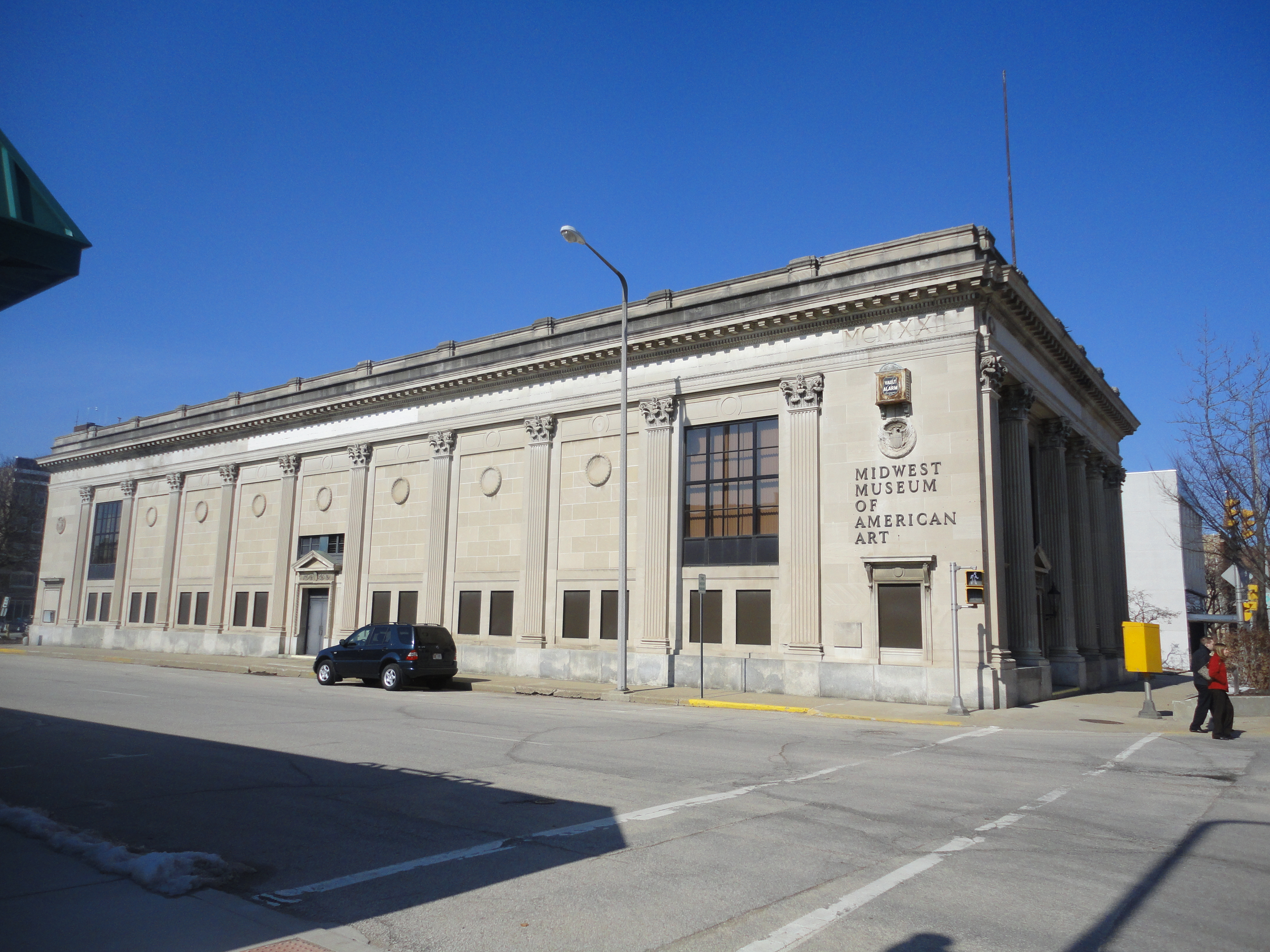
中西部アメリカ美術館

中西部アメリカ美術館（Midwest Museum of American Art）はエルクハートのダウンタウン、メイン・ストリートとマリオン・ストリートの北西角に立地している。新古典主義建築で建てられた同館は、19-21世紀のアメリカ合衆国の芸術作品約6,000点を収蔵し、そのうち約900点を通年展示しており、ジャンルも印象派、抽象表現主義、リージョナリズム、ポップアート等多岐にわたる。中でも、ノーマン・ロックウェルの作品群に関しては、全米でも最大級の公開コレクションを誇る。加えて、シカゴのイマジズム作品群や、「フージャー・スクール」（フージャー・グループとも）と呼ばれる、地元インディアナ州の印象派の作品群といった、地域性のある芸術作品も収蔵・展示している。
| ナショナル・ニューヨーク・セントラル鉄道博物館左: 博物館入口 / 右: 敷地内に展示されている蒸気機関車  |  | ナショナル・ニューヨーク・セントラル鉄道博物館左: 博物館入口 / 右: 敷地内に展示されている蒸気機関車 |
| ナショナル・ニューヨーク・セントラル鉄道博物館 左: 博物館入口 / 右: 敷地内に展示されている蒸気機関車 |  | |

ナショナル・ニューヨーク・セントラル鉄道博物館（The National New York Central Railroad Museum）はアムトラックのエルクハート駅の南側に立地している。同館は旧ニューヨーク・セントラル鉄道貨物置き場を転用して1987年に開館したもので、市が所有・運営している。館内には鉄道模型や、見学者が実際に触れて学ぶことのできる展示物を展示している。また、敷地内の線路上には、屋外展示物として、レイクショア鉄道歴史財団が所有する、1940年のニューヨーク・セントラル鉄道の蒸気機関車をはじめ、30種以上の車両が保存・展示されている。
前述のRV/MH殿堂は博物館も有しており、RVの技術史や往年の実車、RV・MHの製品および部品の歴史に関する事物を展示している。エルクハートを創設したハビラ・ベアーズリー医師の邸宅、およびその子孫であるアルバート・R・ベアードリーの邸宅（ルースミア豪邸）はいずれも、前述の通り国家歴史登録財に指定され、保存されているのみならず、歴史博物館として、その家屋、調度品、私蔵芸術作品、および庭園が一般に公開されている。ダウンタウンには、ゴーシェンで生まれ、生後6ヶ月からエルクハートに住み続けてきた元靴屋ポール・トーマスが1988年に開館した、郷土の生活に密着した事物をアパートの2階の7室で展示する小規模な歴史博物館、タイム・ワズ博物館が立地している。ダウンタウンから北へ約3km、住宅街の中には、10エーカー（4.05ha）の敷地を有し、自然、自然史、および環境に関する事物を展示する博物館、ウッドローン自然センターの森が広がる。また、同センターの近くには、小規模ながら60,000点以上の漫画や10,000点以上の玩具・ゲーム等に登場するスーパーヒーローを収蔵・展示する、ホール・オブ・ヒーローズ・スーパーヒーロー博物館も立地している。

### 舞台芸術

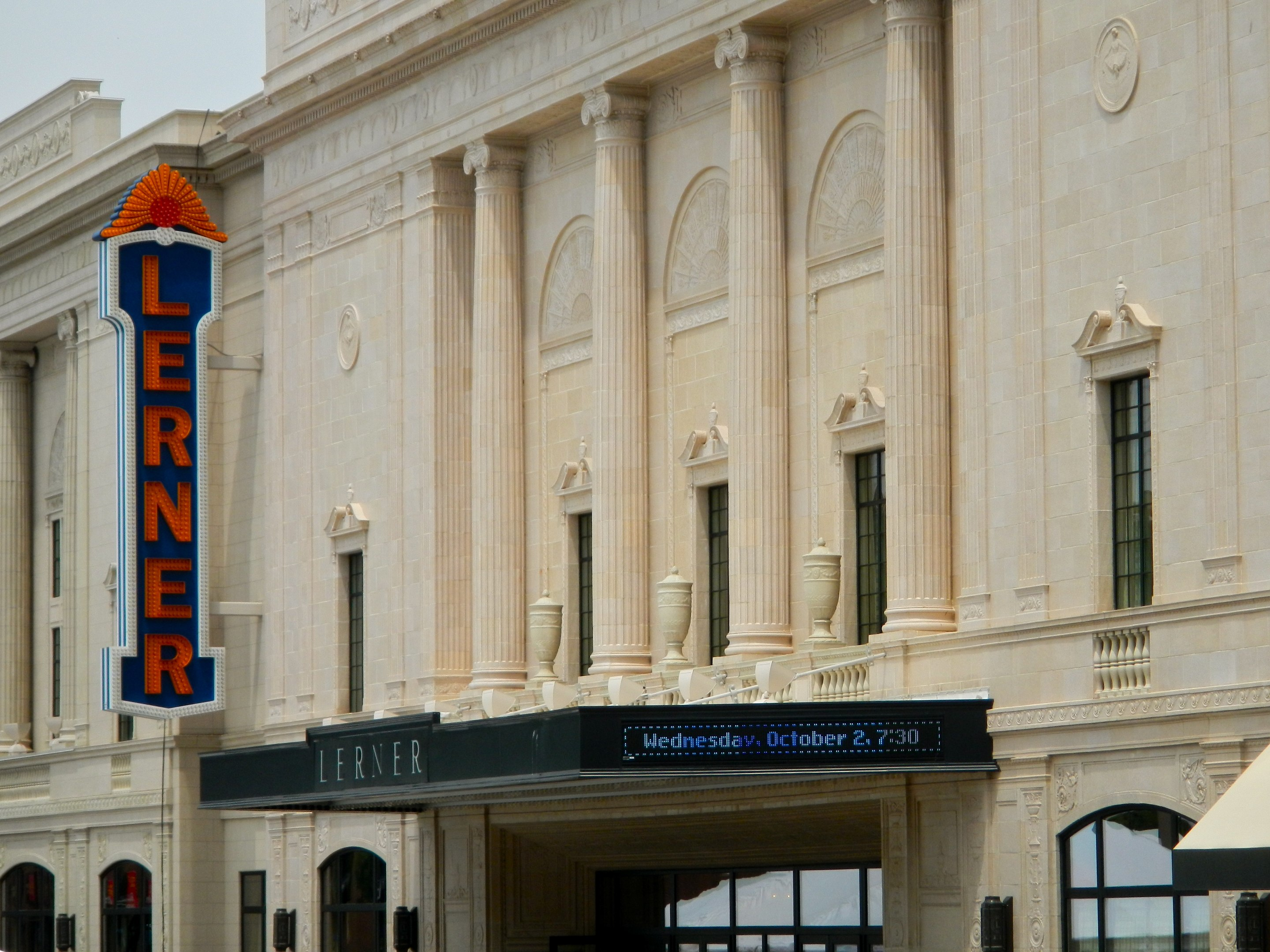
ラーナー・シアター

中西部アメリカ美術館やホテル・エルクハートにも近い、ダウンタウンのメイン・ストリートとフランクリン・ストリートの南東角にはラーナー・シアターが立地している。アダム様式のこの劇場は、1924年に地元エルクハートの実業家ハリー・E・ラーナーが建てたものであった。2,000席を有したこの劇場では、ボードビルの上演、ビッグバンドの演奏、劇評、そして映画の上演などが行われた。その後、この劇場は1931年にワーナー家に買い取られたのを皮切りに所有者を転々としてきたが、1990年に保存のために市当局に買い取られた。その後、2009-11年にかけて、1,800万ドルを投じて改修工事が行われ、2011年6月に再開場した。この改修工事においては、1924年の感謝祭の開館時から設置されていた、キンボール社のパイプオルガンも復元された。

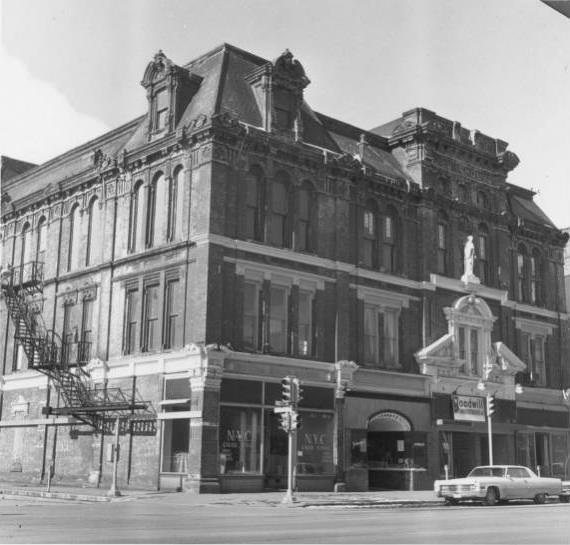
在りし日のバックレン・オペラ・ハウス（画像はエルクハート公共図書館により提供）

このラーナー・シアターから南へ2ブロック、メイン・ストリートとハリソン・ストリートの北西角にはバックレン・オペラ・ハウスが立地していた。同劇場は1884年に地元の富豪ハーバート・バックレンが建てたものであった。同劇場は1,200席を有し、週1回公演を行うことが常であった。鉄道が通っていたこともあり、エルクハートはニューヨークからシカゴへと移動する劇団が公演を行うにも都合の良い地であった。その後バックレン・シアターに改称され、1896年から1956年までは映画の上映も行っていた。また、地元のバレエ学校、およびエルクハート交響楽団は同劇場を本拠地としていた。加えて、同劇場は1924年まで、エルクハート高校の講堂としても使われていた。しかし、1986年に取り壊され、跡地は駐車場になった。

### 公園とレクリエーション、スポーツ

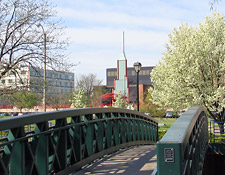
リバーウォーク

エルクハート市内には、市の公園・レクリエーション局が管理・運営する公園が35ヶ所に設置されている。また、ダウンタウンのエルクハート川両岸にはリバーウォークという遊歩道が整備されている。この遊歩道は、セントジョセフ川との合流点に浮かぶ中洲上に整備されたアイランド・パークや、ラーナー・シアターの北東のブロックを占めるシティ・センター・パーク、エルクハートの姉妹都市の1つであるクルジャリの名を冠したクルジャリ・パーク、その南に隣接する水上公園（冬季はスケートリンクとして開園する）NIBCOウォーター・アンド・アイス・パーク等、河岸の公園群をつないでいる。
ダウンタウンからメイン・ストリートを北上し、セントジョセフ川を渡った対岸にはウェルフィールド植物園が立地している。36エーカー（14.6ha）の広さを有する同園の敷地は、もともとはノース・メイン・ストリート・ウェル・フィールドといい、19世紀中盤からその水力が利用され、また水源地ともなってきた土地で、21世紀に入って植物園として整備された後も、13本の井戸が市の水道水源として現役で稼働している。同園内には、各々テーマを持つ20以上の庭園が配されている。2020年5月には、ポートランド日本庭園のガーデン・キュレーターを務める内山貞文が設計し、2つの池に挟まれた3つの島の上に造られた、アイランド・ガーデンという1エーカー（0.4ha）の日本庭園が同園内に開園した。

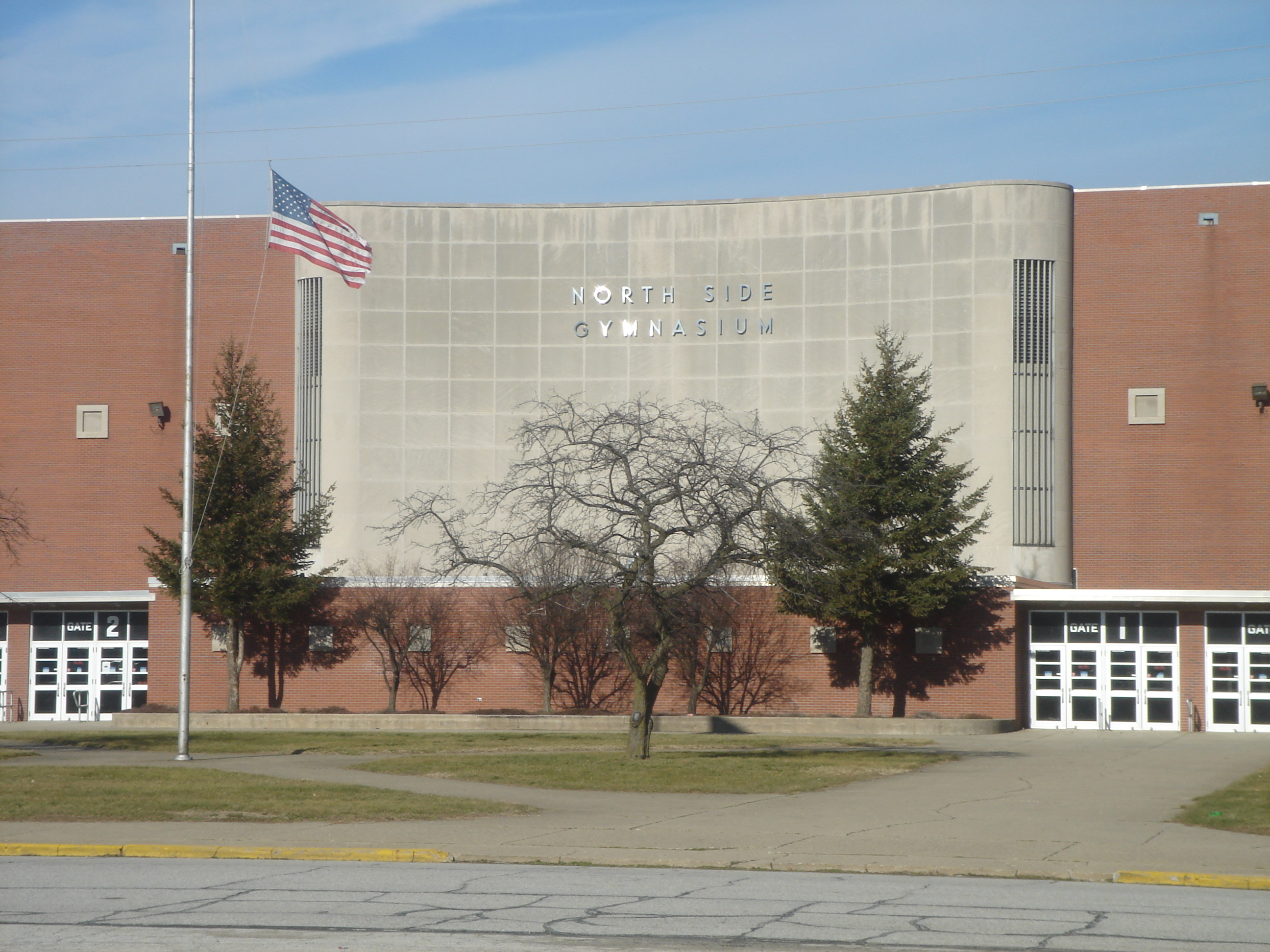
ノースサイド体育館

ダウンタウンから北へ約1.2km、ノースサイド中学校の敷地内に立地するノースサイド体育館は、1954年秋の開館当初には8,248席の客席を有し、「世界最大の高校体育館」と呼ばれた。この体育館はエルクハート高校（1972-2019年はエルクハート中央高校およびエルクハート記念高校）のバスケットボールチームが本拠地としてきた。また、2006-08年に存在し、インターナショナル・バスケットボール・リーグに所属していたセミプロチーム、エルクハート・エクスプレスも、このノースサイド体育館を本拠地としていた。エクスプレスは2006-07年に2年連続優勝、2008年にも準優勝（決勝でベリンハム・スラムに敗れた）という成績を収めたものの、2009年1月に破産し、チームも解散した。

### イベント
6月のエルクハートは音楽祭の季節である。毎年6月下旬には、ダウンタウンおよびウェルフィールド植物園でエルクハート・ジャズ祭が開かれる。この音楽祭は1988年に始まったもので、4日間の会期中、100組以上のジャズアーティストが演奏し、20,000人以上を集客する。運営がボランティアによってなされているというのも、この音楽祭の特徴である。また、このエルクハート・ジャズ祭の数週前、毎年6月上旬（もしくは中旬）の週末には、アイランド・パークを主会場として、市の公園・レクリエーション局が主催する、ラプソディ芸術・音楽祭が開かれる。このイベントには地元の芸術家、創作家、音楽家が参加し、飲食物の出店も出る。
6-9月の第3金曜日の夜には、サマー・チル・コンサート・シリーズ（Summer Chill Concert Series）と題して、NIBCOウォーター・アンド・アイス・パークを会場として、無料のコンサートが開かれる。また、10月の第3日曜日の夕刻にも、フォール・イントゥ・ザ・パーク・コンサート・シリーズ（Fall into the Park Concert Series）という、同様のコンサートがマクノートン・パークを会場として開かれる。いずれのコンサートも、市の公園・レクリエーション局が主催している。
また、夏は農産品市の季節でもある。毎年5月下旬から9月下旬にかけては、市の公園・レクリエーション局が主催する農産品市がクルジャリ・パークで開かれる。農産品市では地元産の農産物や工芸品が販売されると共に、音楽の生演奏も行われる。

## 人口推移
以下にエルクハート市における1860年から2020年までの人口推移をグラフおよび表で示す。エルクハート・ゴーシェン都市圏はエルクハート郡1郡のみで成っている。サウスベンド・エルクハート・ミシャワカ広域都市圏全体の人口については、サウスベンド (インディアナ州)#都市圏を参照のこと。
| 統計年 | 人口     |
| ------ | -------- |
| 1860年 | 1,439人  |
| 1870年 | 3,265人  |
| 1880年 | 6,953人  |
| 1890年 | 11,360人 |
| 1900年 | 15,184人 |
| 1910年 | 19,282人 |
| 1920年 | 24,277人 |
| 1930年 | 32,949人 |
| 1940年 | 33,434人 |
| 1950年 | 35,646人 |
| 1960年 | 40,274人 |
| 1970年 | 43,152人 |
| 1980年 | 41,305人 |
| 1990年 | 43,627人 |
| 2000年 | 51,874人 |
| 2010年 | 50,949人 |
| 2020年 | 53,923人 |

## 姉妹都市
エルクハートは以下3都市と姉妹都市提携を結んでいる。
- バートン＝アポン＝トレント（イギリス・イングランド・スタッフォードシャー）
- クルジャリ（ブルガリア）
- 桐郷市（中華人民共和国浙江省）[85]